# Glasmalerei

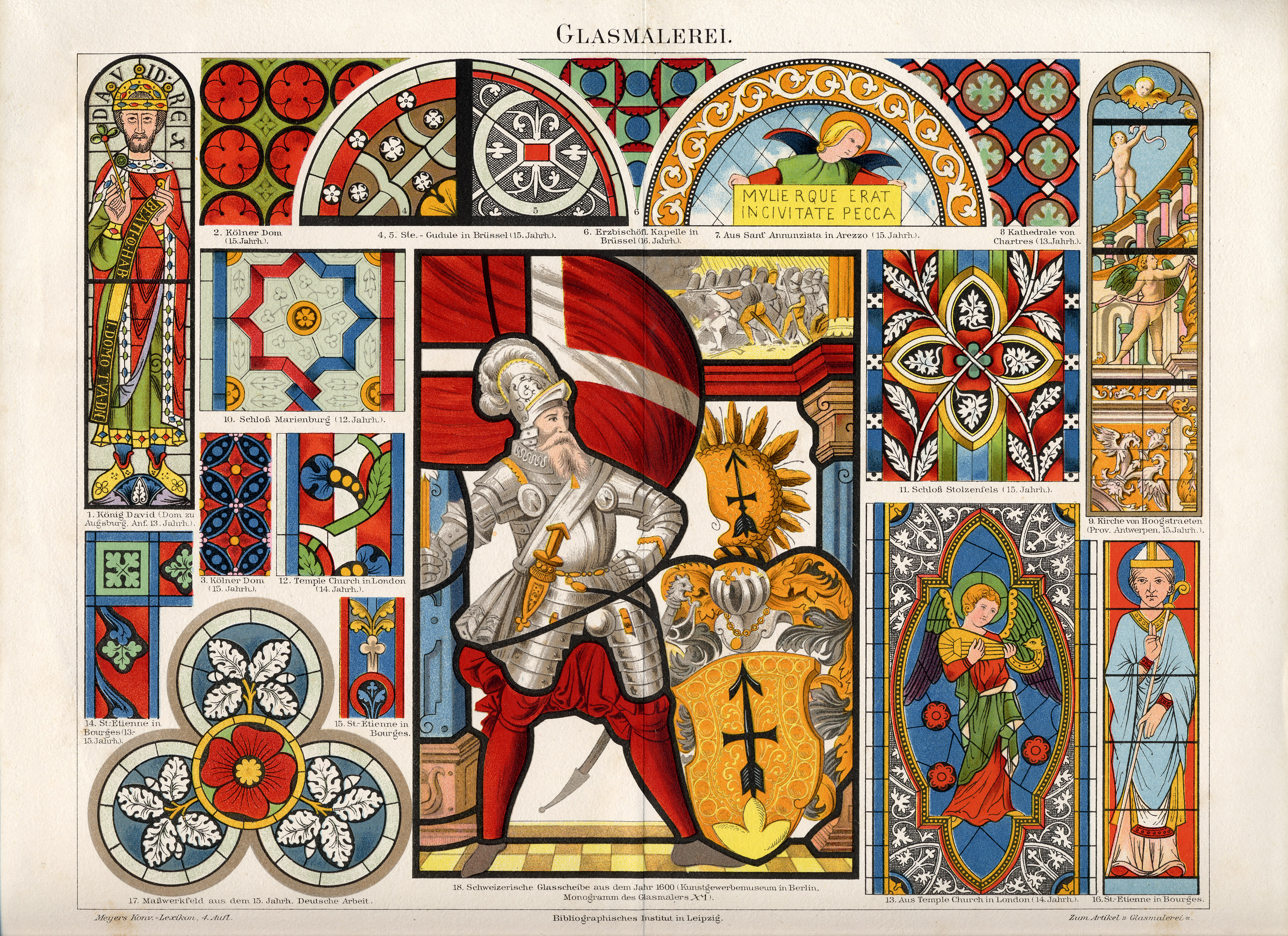
Darstellung verschiedene Stile der Glasmalerei aus unterschiedlichen Epochen in Meyers Konversations-Lexikon (Chromolithografie)

Unter Glasmalerei versteht man in erster Linie die Herstellung farbiger Fenster mit bildlichen Darstellungen. Im Hochmittelalter wurden die Klosterfenster der Zisterzienserabteien auch in Grisaille-Technik (grau und weiß) ausgeführt. Die Wirkung entsteht durch das durchscheinende Licht. Die Glasmalerei hat einen besonderen Stellenwert in der Malerei, denn keine andere Malart kann eine so hohe Farbleuchtkraft und so große Helligkeitsunterschiede zeigen wie ein durchsichtiges Glasbild. Kontrastumfang und Farbbrillanz sind noch stärker als beim Diapositiv im Vergleich zum Papierfoto. Die Farbenpracht erzeugt eine mystische bis feierliche Stimmung und wird deshalb überwiegend im sakralen Bereich verwendet. Als Teil großer Gesamtwerke steht die Glasmalerei im Dienste der Architektur.
Eine völlig andere Art ist die Hinterglasmalerei, die nur in der Aufsicht betrachtet wird.

## Technik

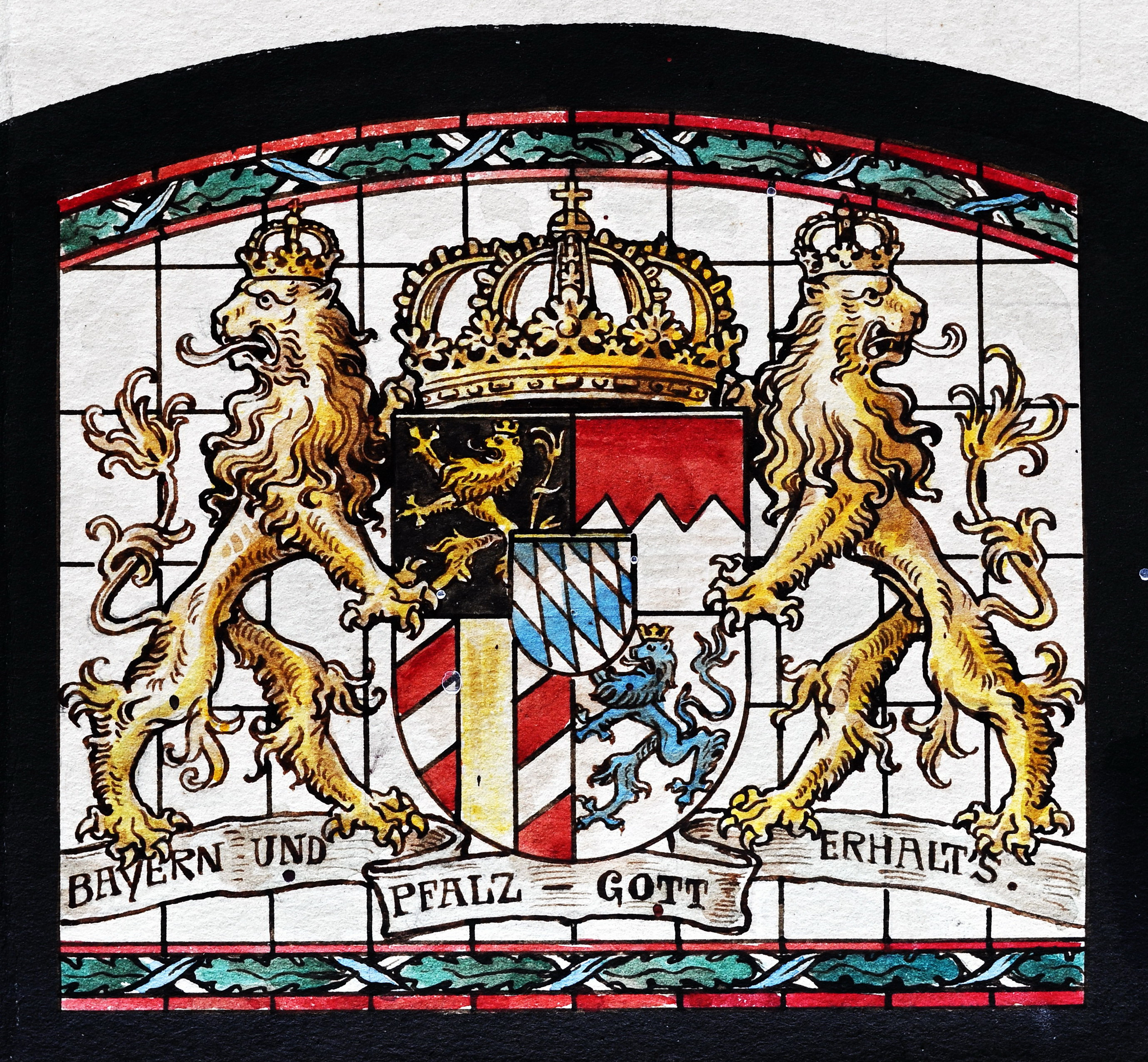
Teil der Skizze eines Fensters mit Bayernwappen gegen Ende des 19. Jahrhunderts

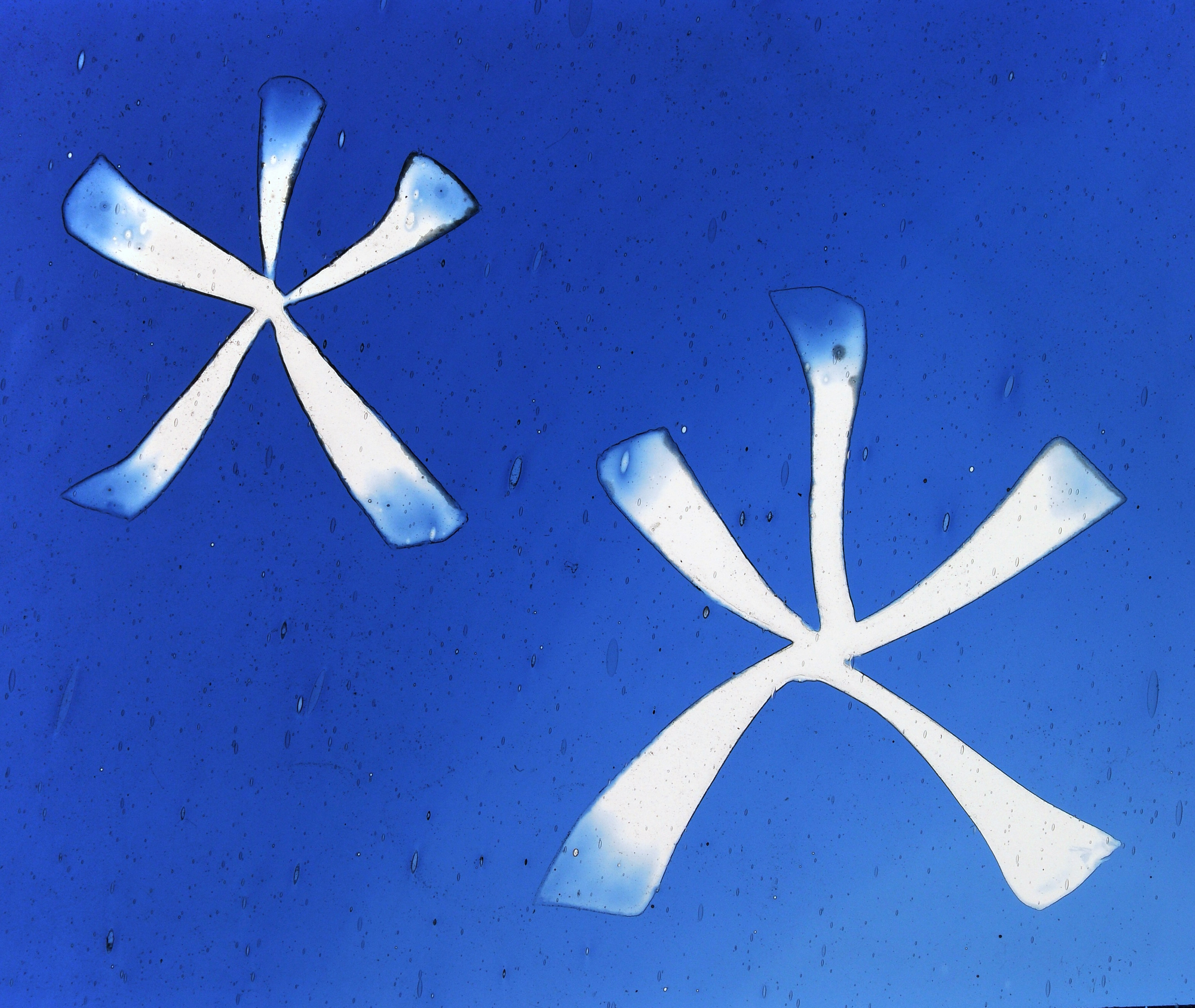
Aus blauem Überfangglas schattiert geätzte weiße Sternmuster

Zwei grundlegende Techniken werden dabei angewendet:
1. Auf farbiges Glas wird nur die Zeichnung mittels Schwarzlot aufgetragen, mit dem man auch Schatten- und Lichtwirkung erzielen kann.
2. Farblose oder einfarbige Gläser werden mit Schmelzfarben bemalt, die beim Brennen die gewünschte Farbgebung entwickeln.

Weitere Effekte entstehen, indem man farbige Echt-Antikgläser vor dem Bemalen bearbeitet. So eignen sich Überfanggläser, bestehend aus einer farblosen Träger- und einer farbigen Oberschicht, unter anderem zum Gravieren, Ätzen und Sandstrahlen. Hierbei wird die farbige Glasschicht teilweise entfernt. Zum Ätzen benötigt man Flusssäure, die je nach Einwirkungsdauer verschiedene Helligkeitsstufen erzeugt.
Der Glasmaler trägt zunächst auf der Vorderseite des Glases mit dem Pinsel die Konturen auf. Die farbigen Schmelzfarben werden auf der Rückseite aufgeschwemmt oder glatt vertrieben. Grauabstufungen erzielt er, indem er die Scheibe zuerst mit Überzugsfarbe bemalt, gleichmäßig vertreibt und nach dem Trocknen mit verschiedenen Radier- und Wischtechniken bearbeitet. Mit dem Pinselstiel, einem zugespitzten Hölzchen oder einem Gänsekiel erzielt man Lichtkanten, Damaste und Ziselierungen. Die Farbe kann auch aufgespritzt, mit Petroleum oder Terpentin aufgetragen oder bei Serienanfertigung im Siebdruckverfahren mit Siebdrucköl aufgebracht werden.
Eine Besonderheit stellen die ab dem 13. Jahrhundert entstandenen Grisaille-Fenster dar. Weiße, graue, hellgelbe und graugrüne Gläser werden blank oder mit Schwarzlot- oder Silbergelbmalerei versehen zusammengefügt. Beispiele dieser Malerei aus dem 13. und 14. Jahrhundert sind in der Zisterzienserkirche in Altenberg bei Köln zu sehen.
Glasmalereifarben werden bei 550 °C bis 640 °C im Ofen eingebrannt. In Kirchen erfordern die Witterungseinflüsse oft ein Schutzglas, da durch Versinterung, Vogelkot, Kondenswasser, sauren Regen und Abgase die Bemalung zerstört oder beschädigt werden kann.

### Material
Man unterscheidet mundgeblasenes und maschinell hergestelltes Glas. Zum ersteren gehören Echtantikglas, Echtantik-Überfangglas, Neuantikglas, Goetheglas, Kathedralglas, Opalescentglas und Danziger Glas (Stromglas), das eine besonders starke Schlierenstruktur aufweist. Ornamentglas und Floatglas werden maschinell erzeugt.
Ab dem 8. Jahrhundert sind mit Schwarzlot bemalte Scheiben erhalten. Schwarzlot ist der Name für ein Gemisch aus zermahlenem Glas (Glasfluss) und Kupfer oder Eisenoxid. Es wird verwendet zum Konturieren und Beschriften oder für flächige Anstriche.

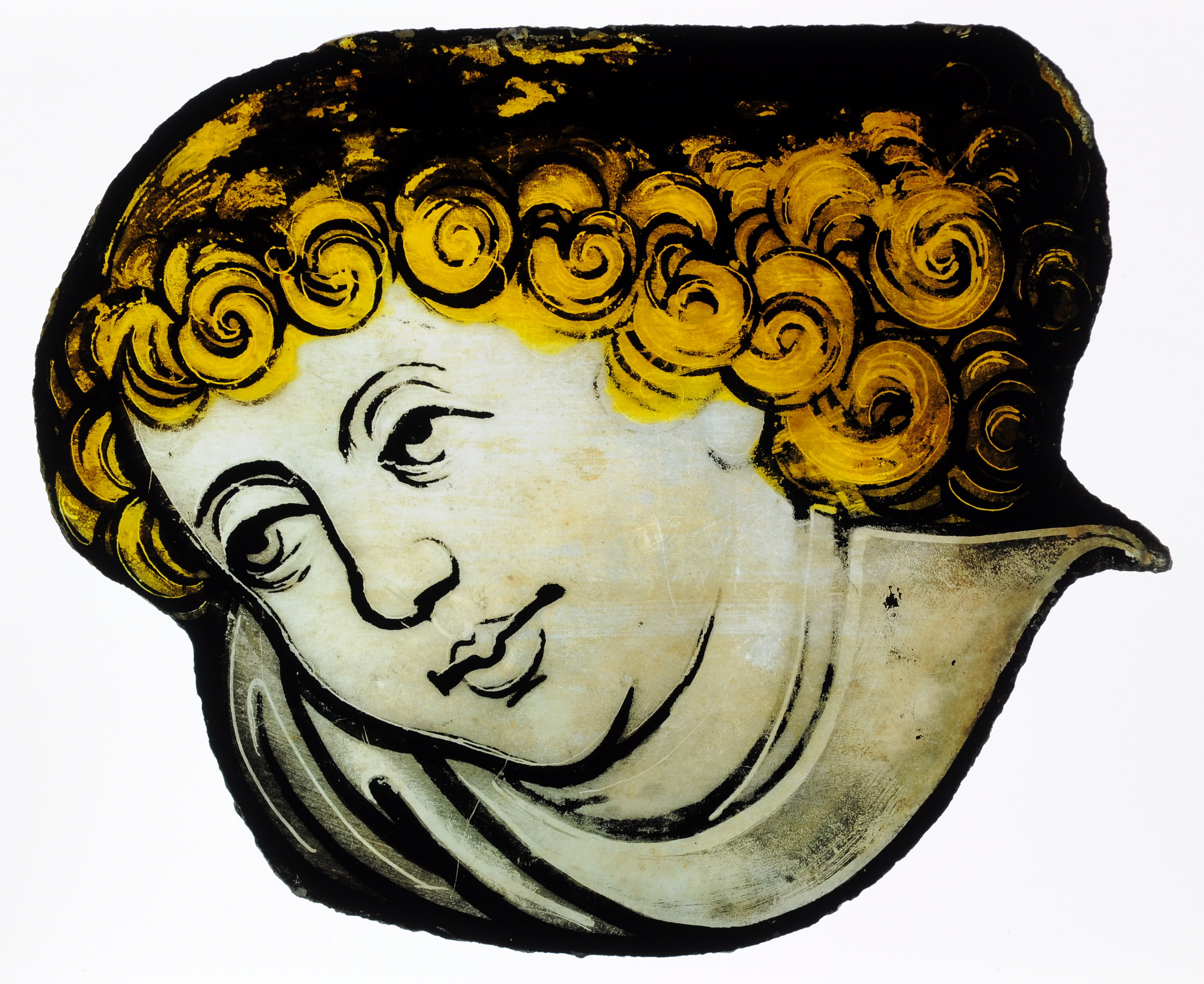
Gotischer Engelskopf mit Schwarzlot und Silbergelb gemalt

Im 14. Jahrhundert begann man, transparentes Silbergelb zu verwenden, eine Mischung von kohlesaurem Silber und Ockererde. Es ist die einzige Glasfarbe, bei der das Silber beim Brennen in das Glas eindringt und es gelb färbt im Gegensatz zu den anderen Schmelzfarben, die sich nur mit der Oberfläche verbinden. Die bräunliche Erde bleibt nach dem Brand als braune Schicht an der Oberfläche des Glases zurück und wird abgewaschen oder mit verdünnter Flusssäure abgeätzt. Meist wurde es benutzt für Kronen, Heiligenscheine, Haare, Wappen- und Kleidungsteile. Silbergelb ergibt Farbtöne von hellem Zitronengelb bis zu dunklem Braun. Ergänzt wurde die Farbpalette im 15. Jahrhundert durch Eisenrot für Fleischteile und Ornamente.
Im 16. Jahrhundert wurden die Schmelzfarben, auch Emailfarben genannt, erfunden. Sie bestehen aus pulverisiertem Glas, Blei und Farbkörpern (Metalloxiden) wie Eisen-, Kupfer-, Zinn- und Chromoxiden sowie Sulfiden und Selenen. Sie enthalten oft giftige Schwermetalle. Durch die strengen Vorschriften des neuen Umweltrechts enthalten sie nun zwar weniger Schadstoffe, sind aber qualitativ schlechter. Mattweiß hat die Eigenschaft, dass es, flächenhaft aufgetragen, hell aufleuchtet. Bei rückseitigem Seitenlicht vor dunklem Hintergrund ist dieser Effekt besonders stark. Bei 640 °C verschmelzen Emailfarben mit dem Glas und werden Bestandteil davon. Ein Entfernen ist nur durch Schleifen, Ätzen oder Sandstrahlen möglich. Als Bindemittel wird Gummi arabicum in Wasserfarbe und Essig und Dicköl in Terpentin verwendet.

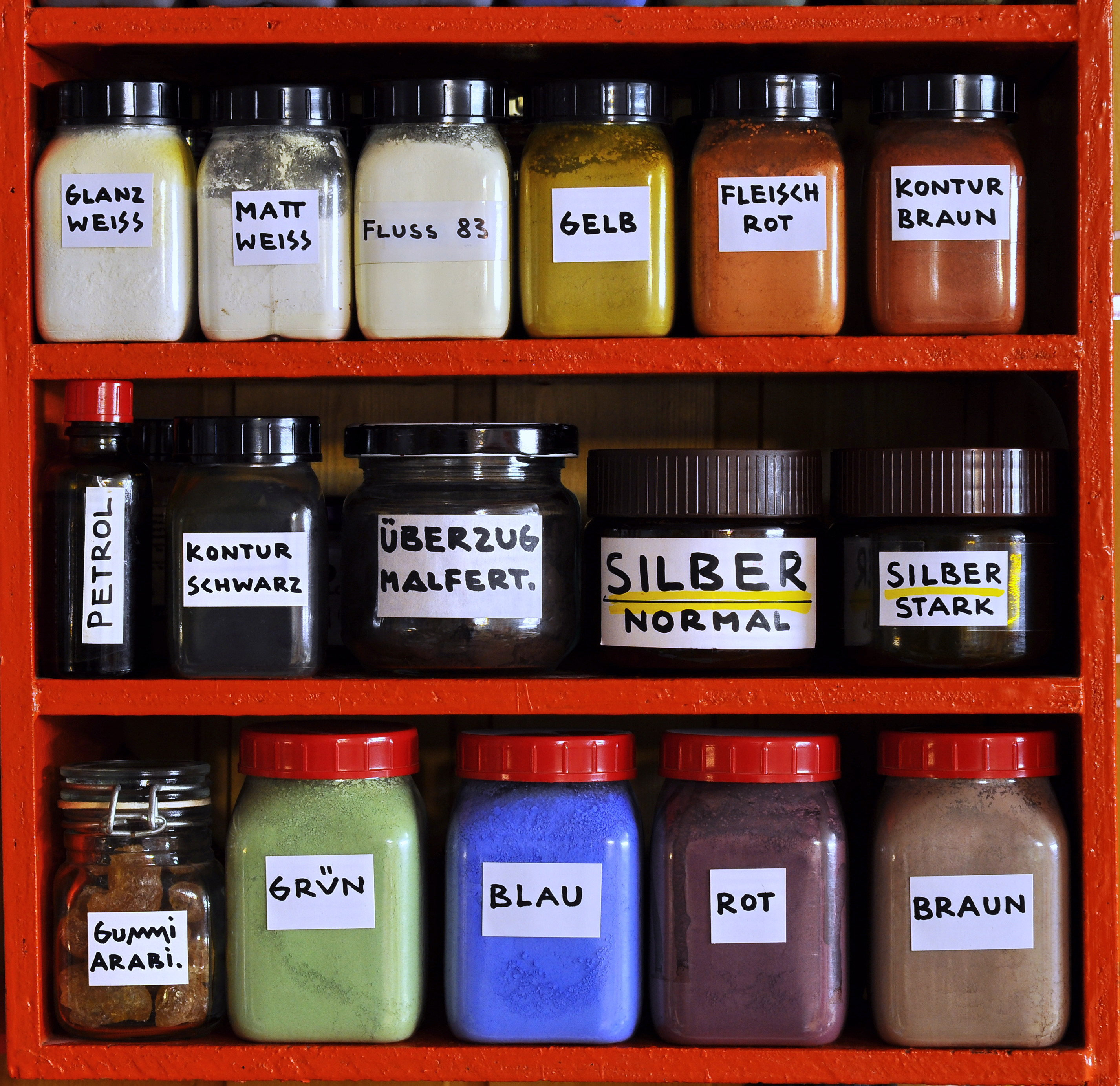
Glasschmelzfarben, Silbergelb, Petroleum und Gummi arabicum
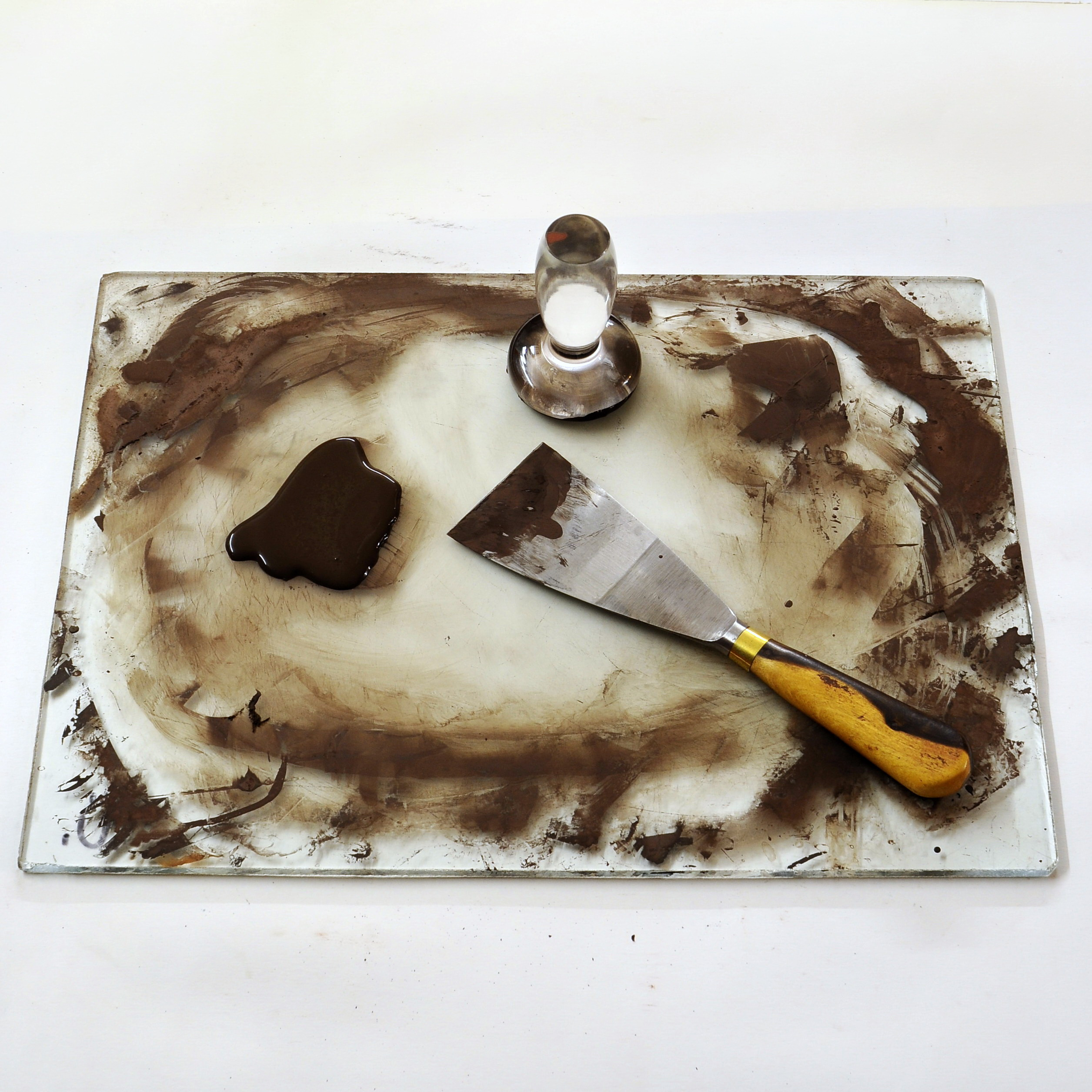
Glaspalette mit Spachtel, Glasläufer und Überzugsfarbe
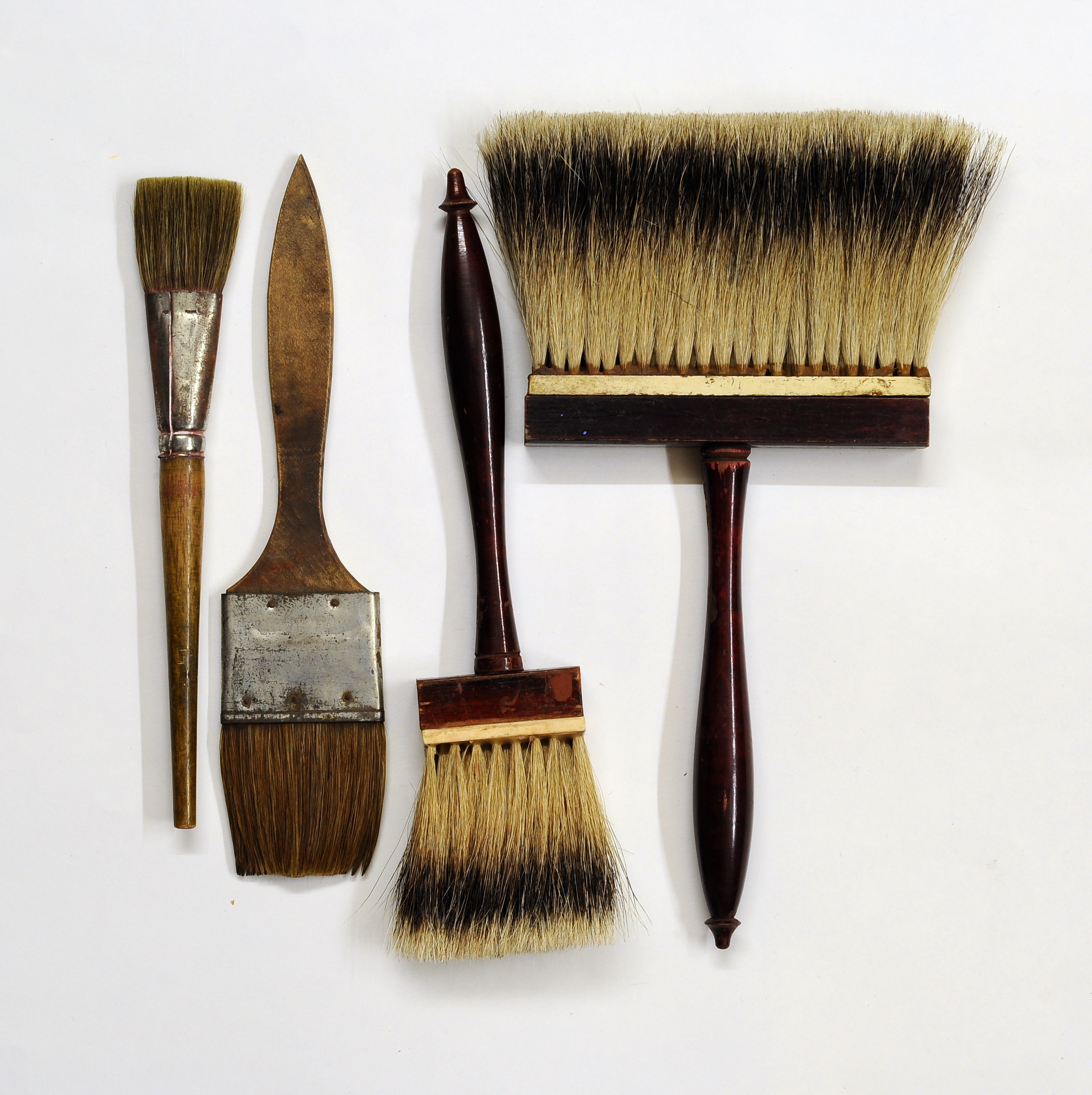
Links Rindshaar-Anstreicher, rechts Dachshaar-Vertreiber
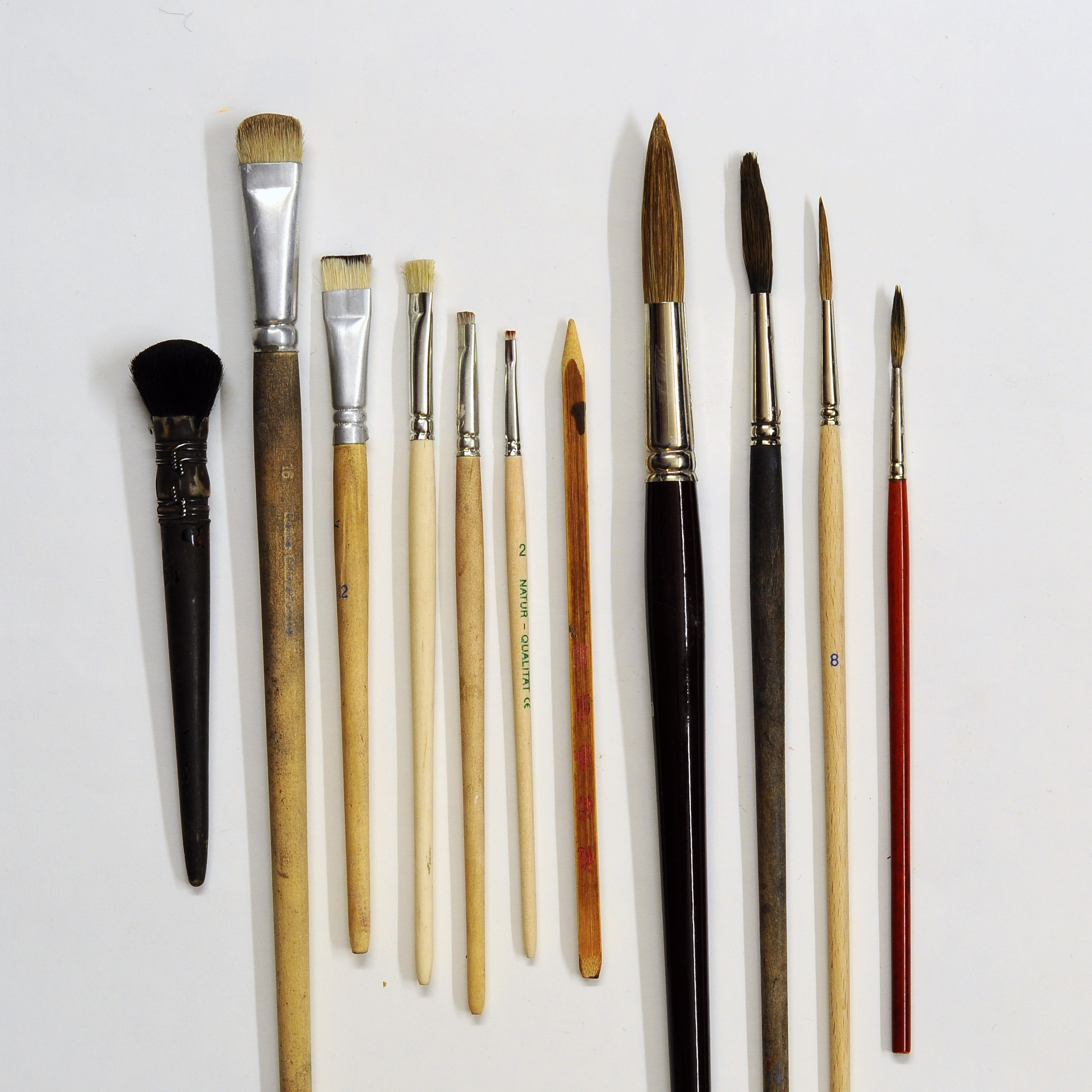
Borsten-Radierpinsel, Lichterhölzchen und Rindshaar-Malpinsel

### Werkzeug

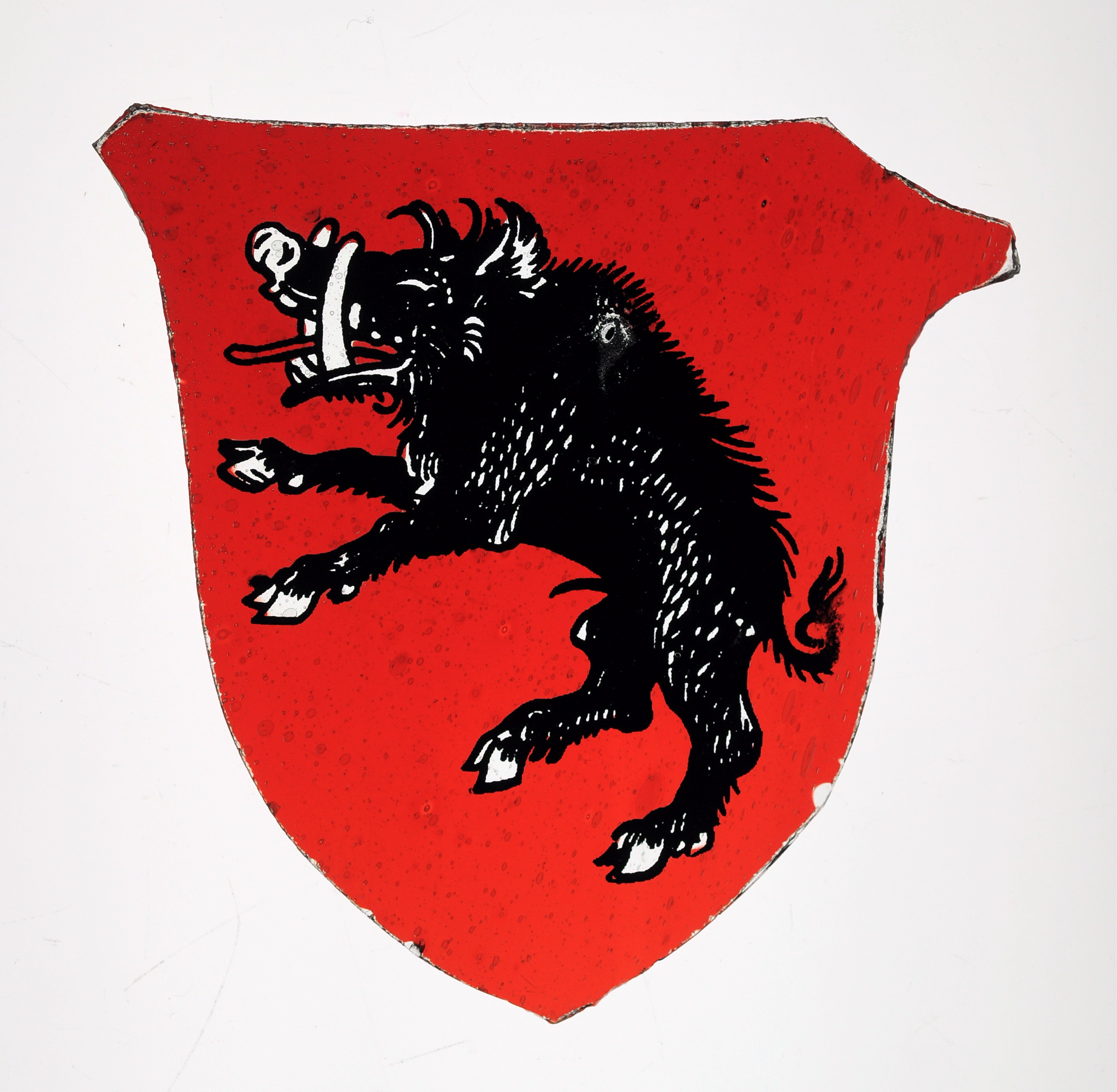
Aus rotem Überfangglas weiß geätztes Wildschwein mit Schwarzlotmalerei

Zum Aufreiben der Farben werden eine Glaspalette, eine Spachtel und ein Läufer benötigt. Der Glasmaler mischt das Farbpulver mit wenig Gummi arabicum und Wasser und reibt es mit dem Läufer zu einer feinkörnigen geschmeidigen Masse. Er stellt die zu bemalende Scheibe auf eine durchsichtige Tischstaffelei, legt sie auf einen Leuchttisch oder auf die 1:1 Vorlagezeichnung. Ein Konturbrett dient dazu, den Unterarm aufzustützen und dadurch die malende Hand ruhig zu halten.
Zum Malen benötigt der Kunsthandwerker verschiedene Pinsel. Mit dem Überzugspinsel (Aufleger) streicht er den Überzug auf und verteilt ihn gleichmäßig mit dem Vertreiber aus weichem Dachshaar. Ein Rindshaarpinsel mit langen Haaren, Halbschlepper genannt, dient zum Konturieren und Auftragen der Buntfarben. Stupfpinsel sind verschieden große Borstenpinsel, deren Haarlänge der Glasmaler meist noch kürzt, um sie steifer zu machen. Der Stupfpinsel ermöglicht es, Flächen aufzuhellen.
Bei einem nass eingestupften Überzug werden mit dem Ringfinger aus dem Überzug helle Flecken gewicht, etwa um Wolken oder Licht- und Schatteneffekte darzustellen. Mit einem flachen Ölpinsel kann er hellere Details präziser ausradieren. Hölzchen, Gänsekiel oder Stahlfeder dienen zum Radieren von feinen Strichen und Aufsetzen von Lichtkanten. Zum Ätzen von Überfangglas wird Flusssäure benötigt. Handschuhe und Atemschutz sind wegen der gefährlichen Dämpfe notwendig.

## Sakrale Fenster

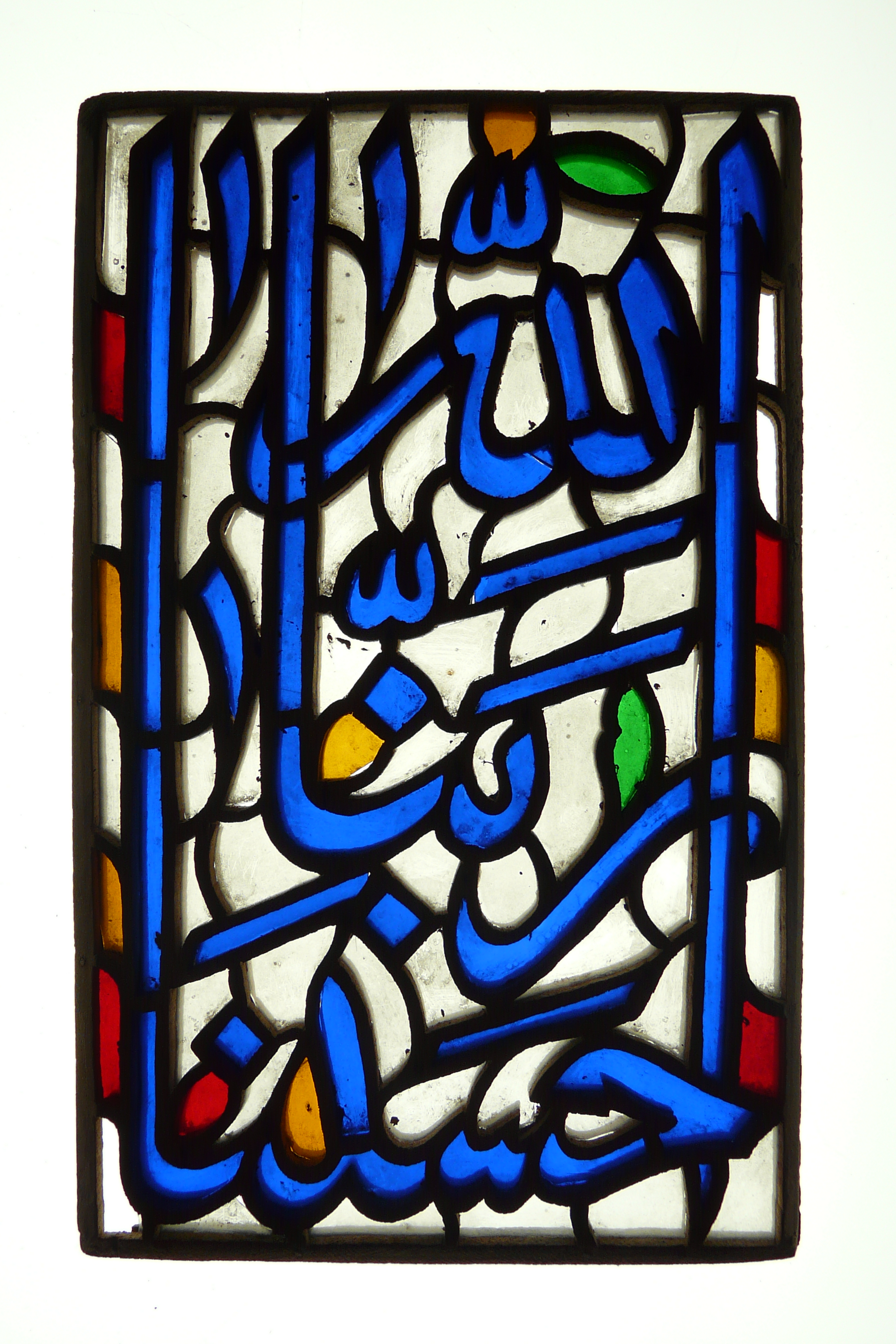
Teil eines Glasfensters aus dem alten Persien. Die Glasstücke werden durch geschnitzte Holzstege verbunden.

Der Ursprung der Glasmalerei liegt wahrscheinlich im sassanidischen Persien. Bereits im 1. Jahrhundert n. Chr. setzten die Römer in ihren Thermen Glasscheiben und Glasmosaiken ein, um Helligkeit zu spenden und die Wärme in den Räumen zu erhalten. Auch in den Häusern der Reichen gab es schon Glasfenster. Die Glasmalerei findet sich jedoch vorwiegend im sakralen Bereich. Fünf verglaste Fenster in der Hagia Sophia im damaligen Konstantinopel sind aus dem 6. Jahrhundert erhalten, ebenso Fenster der Basilika St. Vicentius in Paris und eine Rundscheibe mit einem segnenden Christus aus der Kirche in San Vitale in Ravenna. Schriftlichen Quellen zufolge wurden im 7. Jahrhundert in Europa viele Kirchen errichtet und mit (nicht erhaltenen) Glasgemälden versehen, etwa in Bourges und York. Bei Jericho fand man Reste von Glasmalerei aus dem 8. Jahrhundert mit ornamentalen Motiven. Als eines der ersten sakralen Bauwerke Mitteleuropas wurde die Abteikirche St. Denis bei Paris im 9. Jahrhundert mit figürlichen Glasmalereien ausgestattet, etwa zur gleichen Zeit auch die Kathedralen von Lüttich, Auxerre und Reims.
Die ältesten großflächig erhaltenen Buntglasfenster sind vier der fünf „Prophetenfenster“ im Augsburger Dom. Für die Zeit vor den „Prophetenfenstern“ wird ein Fragment, das Schwarzacher Köpfchen (um 1000, aus dem Kloster Schwarzach, als Leihgabe im Badischen Landesmuseum Karlsruhe), in Anspruch genommen. Drei weitere Scheiben, der „Kopf eines Heiligen“ aus dem Kloster Lorsch (Mitte 11. Jahrhundert, früher um 1000 datiert, Hessisches Landesmuseum Darmstadt), der „Christuskopf“ im Frauenhausmuseum in Straßburg (um 1060/1070 oder spätes 12. Jahrhundert), der aus der Klosterkirche Weißenburg im Elsass stammen soll, und die Timotheus-Scheibe aus der Kirche St. Peter und Paul in Neuwiller-lès-Saverne (deutsch: Neuweiler) im Elsass, heute im Musée national du Moyen Âge in Paris, werden heute alle auch in das zeitliche Umfeld der Augsburger Scheiben datiert.
Die ältesten erhaltenen Buntglasfenster in Zentralfrankreich befinden sich im romanischen Langhaus der Kathedrale von Le Mans (um 1120) und in der Westfassade der Kathedrale von Chartres (um 1150). Nach neuesten Untersuchungen stammen einige Fenster der Kathedrale von Canterbury (England) ebenfalls aus der Mitte des 12. Jahrhunderts.

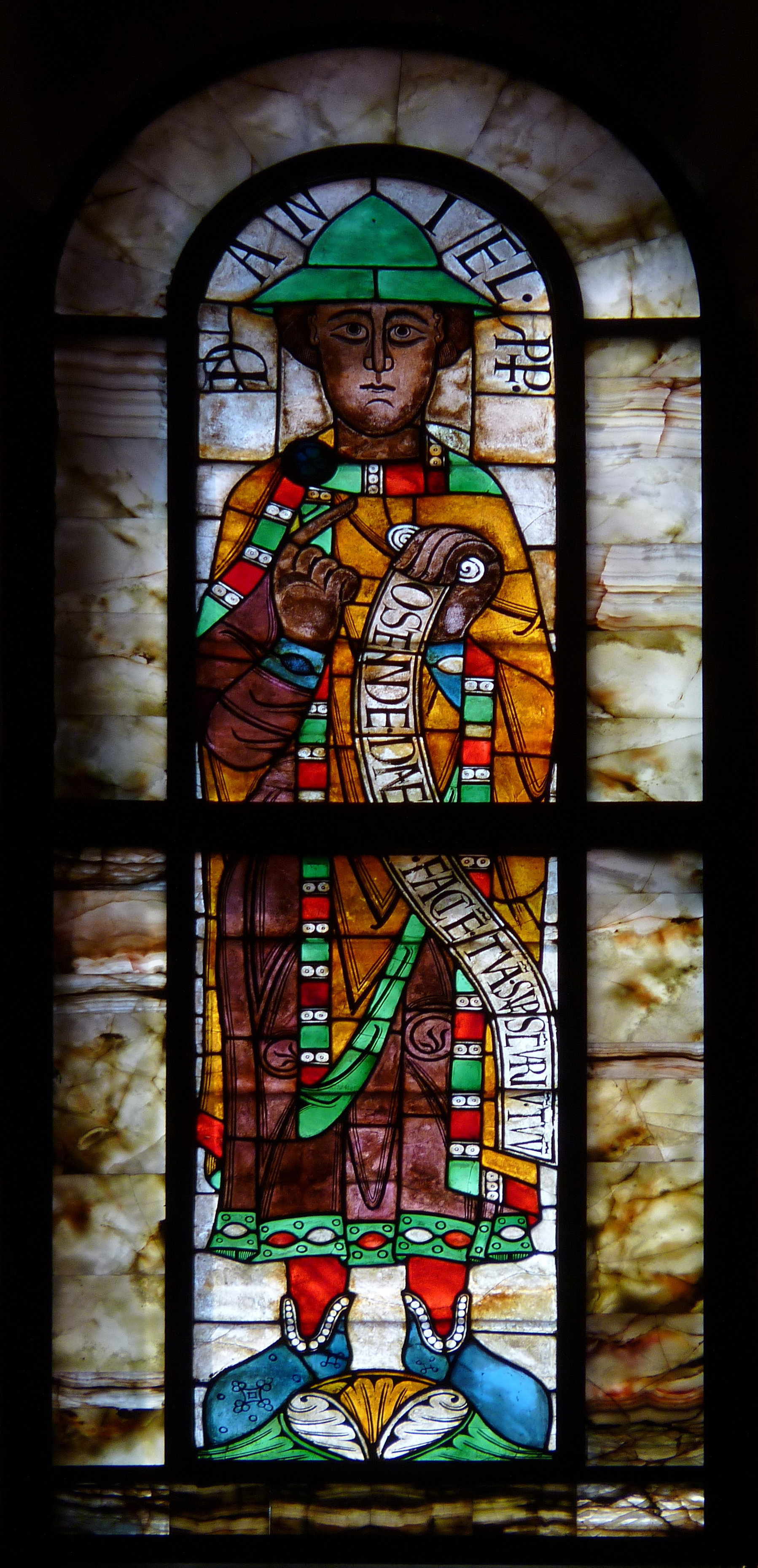
„Prophetenfenster“: Prophet Daniel
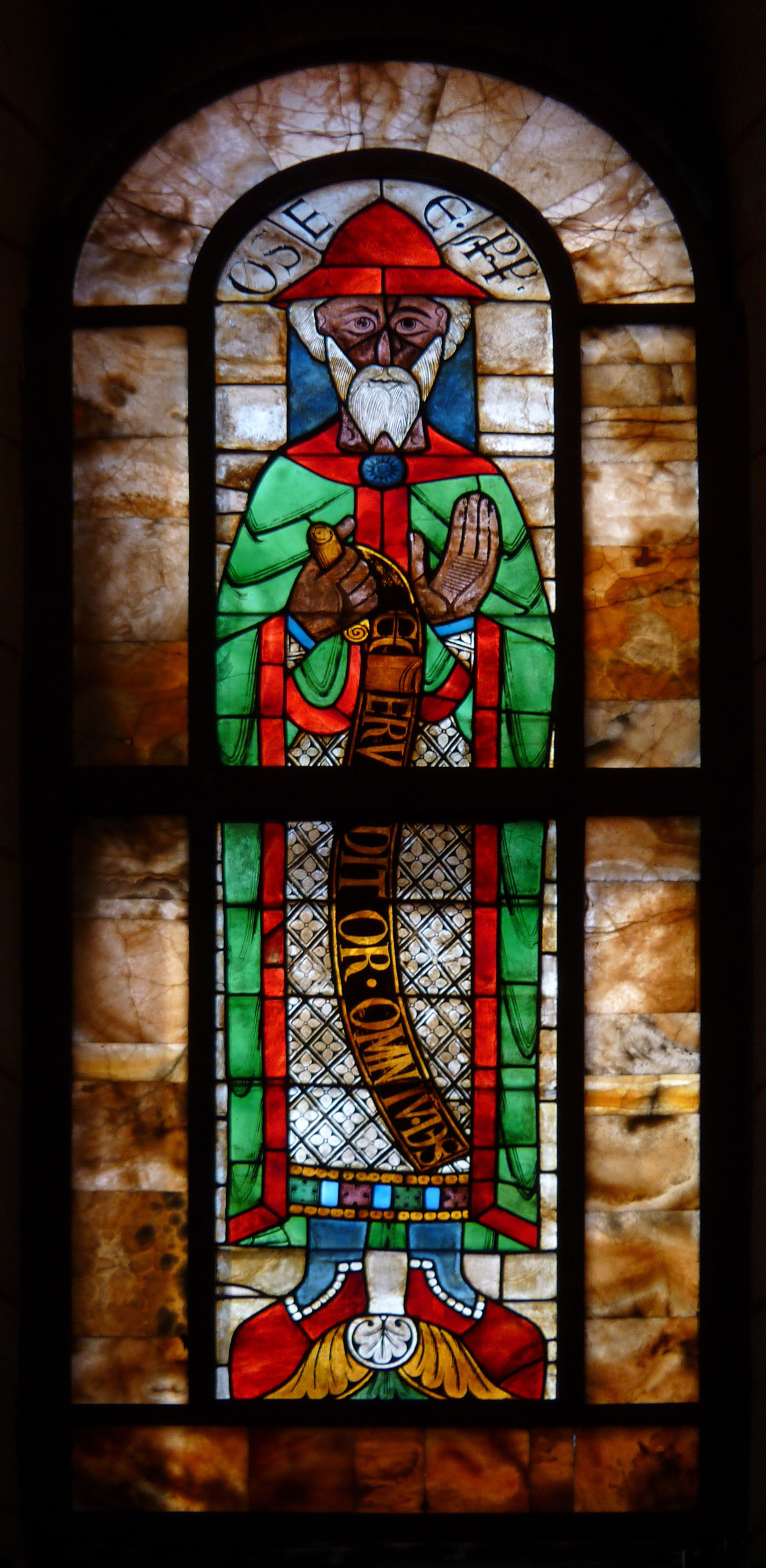
„Prophetenfenster“: Prophet Hosea
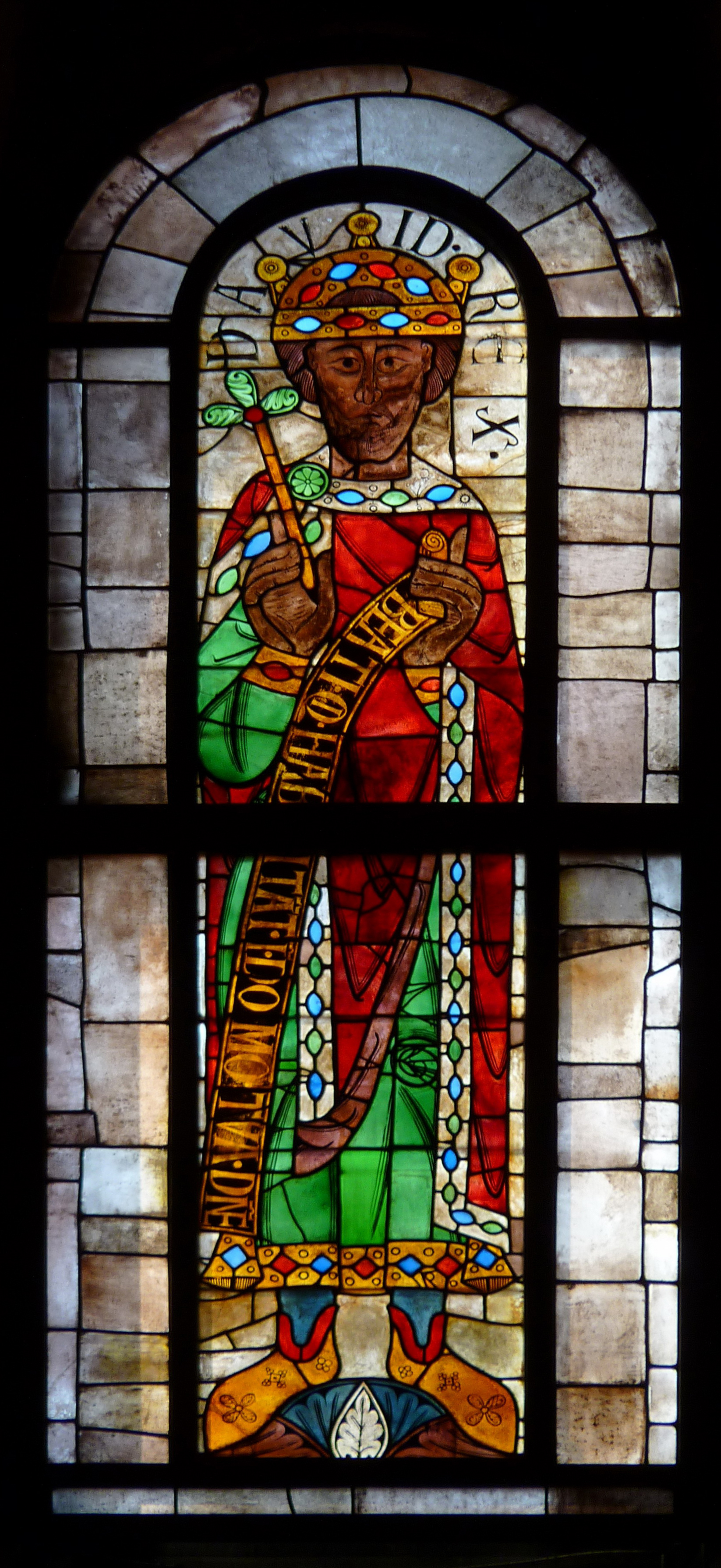
„Prophetenfenster“: König David
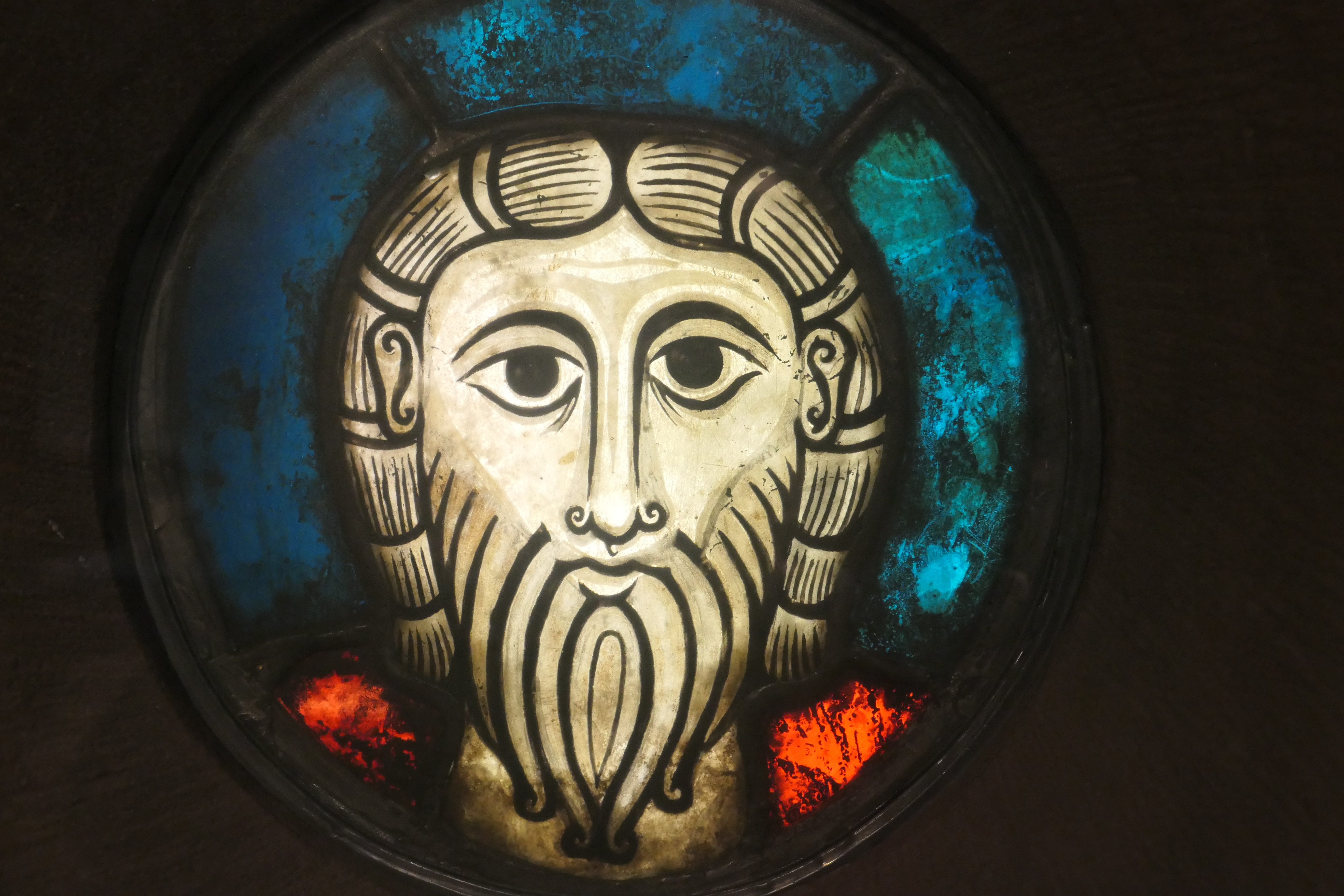
„Weißenburger Christuskopf“ mit Schwarzlotmalerei
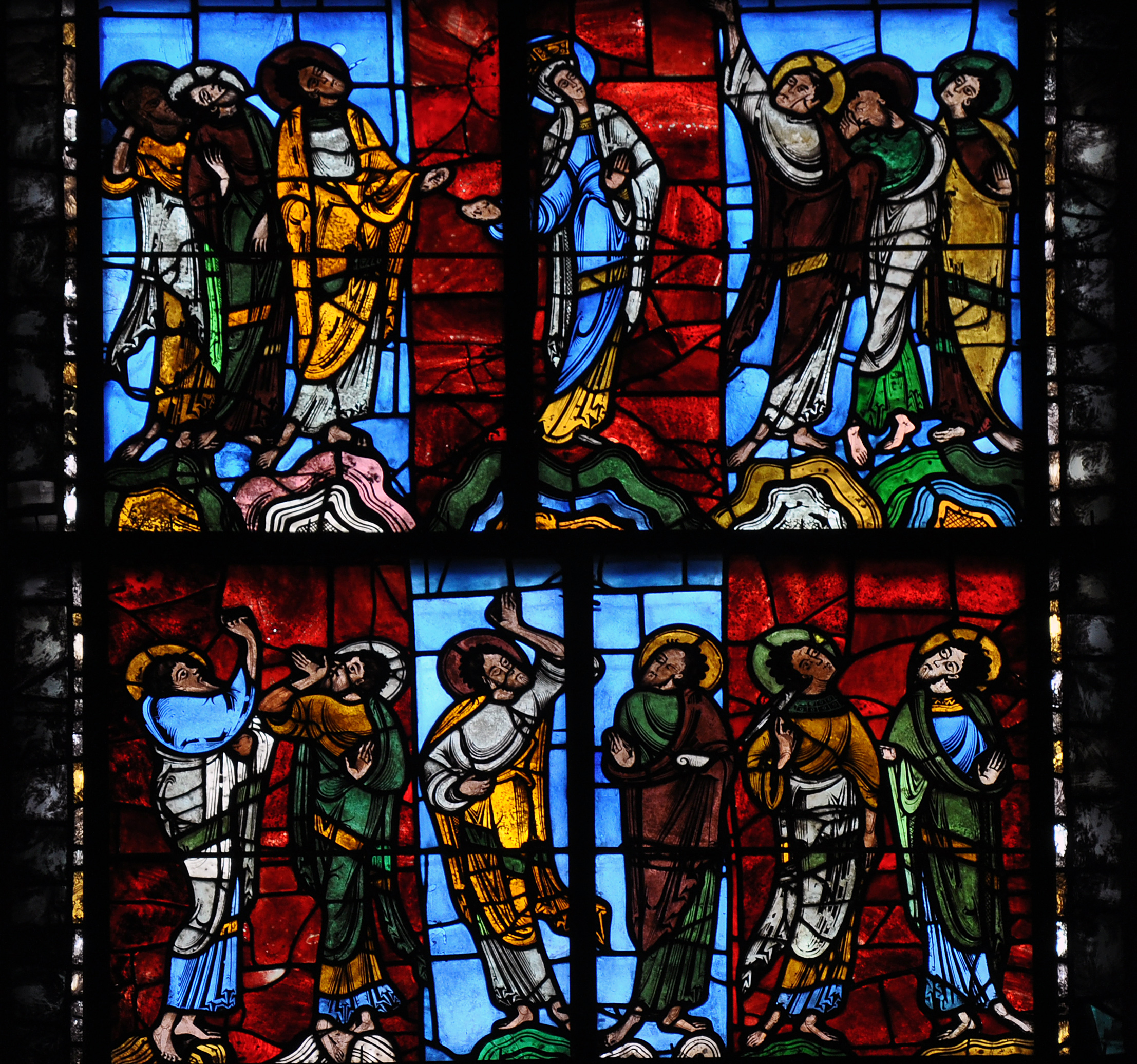
Kathedrale von Le Mans – Maria und Apostel aus einer Himmelfahrt Christi (um 1120)
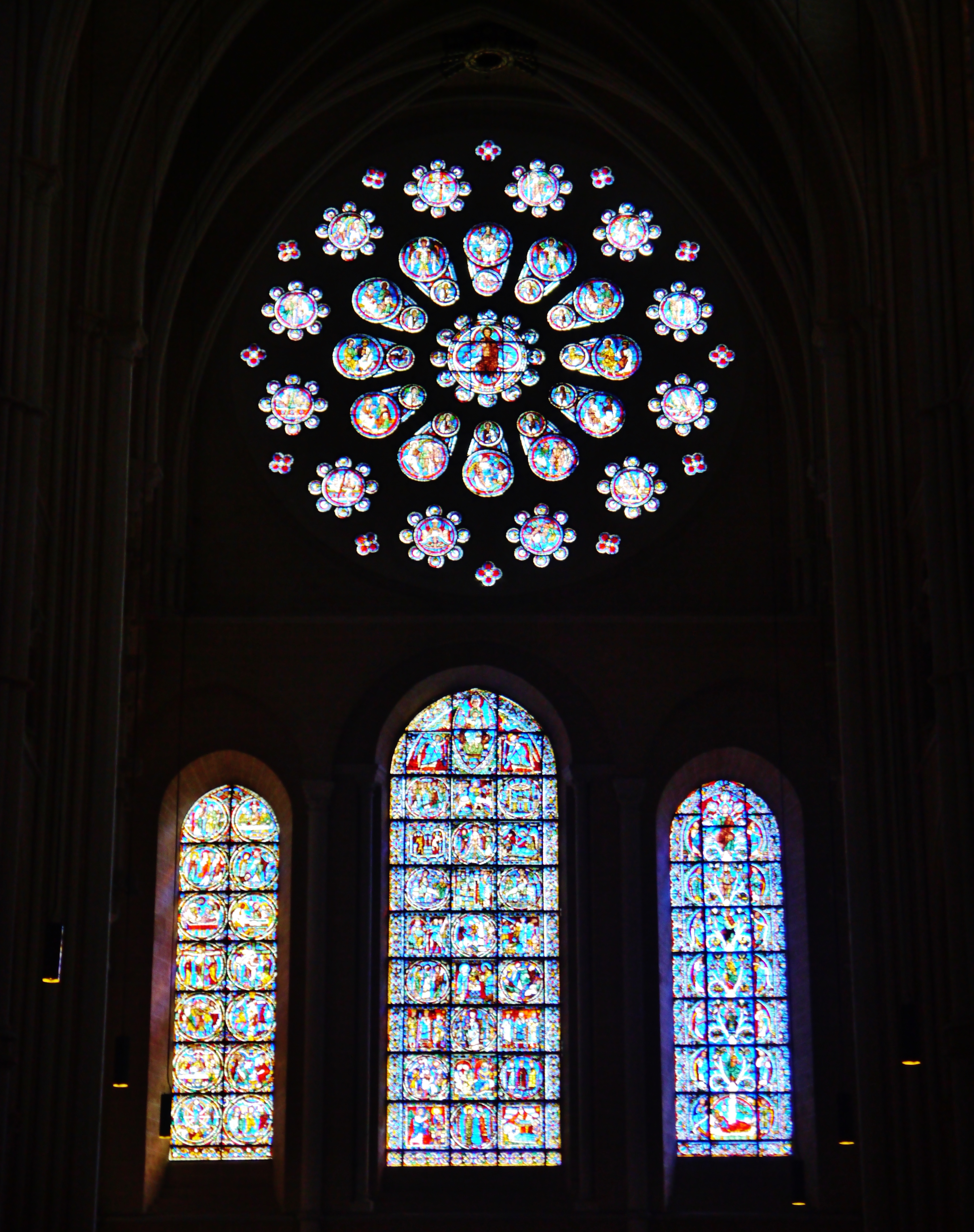
Kathedrale von Chartres – Westfenster (um 1150)

Als die größte Blütezeit mittelalterlicher Glasmalerei gilt die Gotik, insbesondere in den französischen Kathedralen, wo sie Teil des Gesamtkonzepts war. Von 1215 bis 1240 entstanden 176 Fenster in Notre-Dame de Chartres. Auf 2000 m² werden Geschichten aus der Bibel und Heiligenlegenden in leuchtenden Farbtönen erzählt. Aus dem 13. Jahrhundert stammen Glasgemälde in St. Martin in Colmar, in der Sainte-Chapelle in Paris, in Notre-Dame de Paris, in Amiens, Bourges, Reims, Rouen, Le Mans und Straßburg. Mitte des 15. Jahrhunderts erschuf hier Peter Hemmel von Andlau den Straßburger Stil und führte Kirchenfenster in ganz Mitteleuropa aus. Die Kathedrale von Metz hat unter den französischen Kathedralen die größte Glasfenster-Fläche (6000 m²), darunter von Hermann von Münster (Ende 14. Jahrhundert), Thiebaut von Lixheim (1504), Valentin Bousch aus Straßburg (1521–1539) und Marc Chagall (1960).

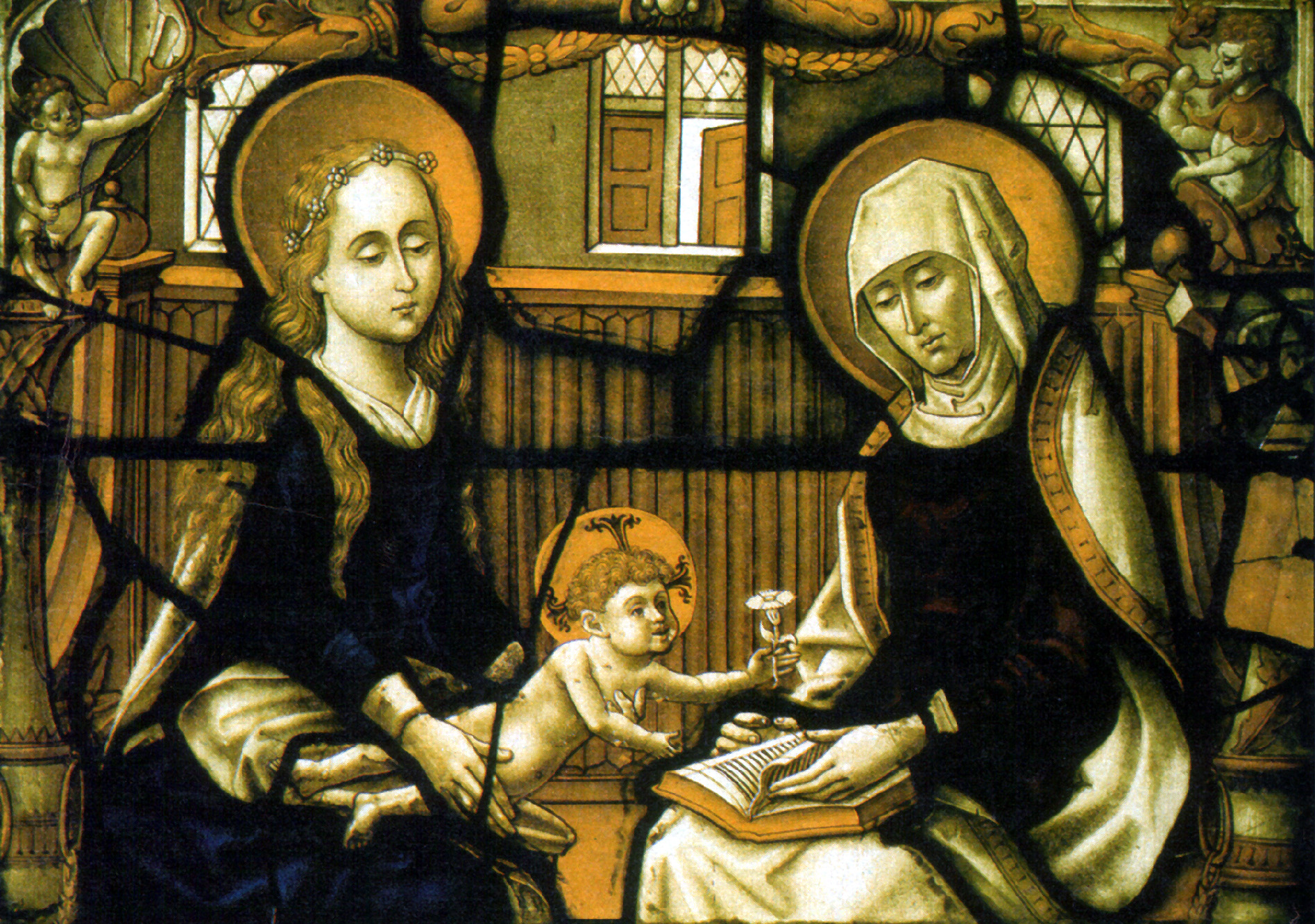
Anna selbdritt, Glasmalerei, Kölner Werkstatt, 1510–1530, Wilhelm-Hack-Museum

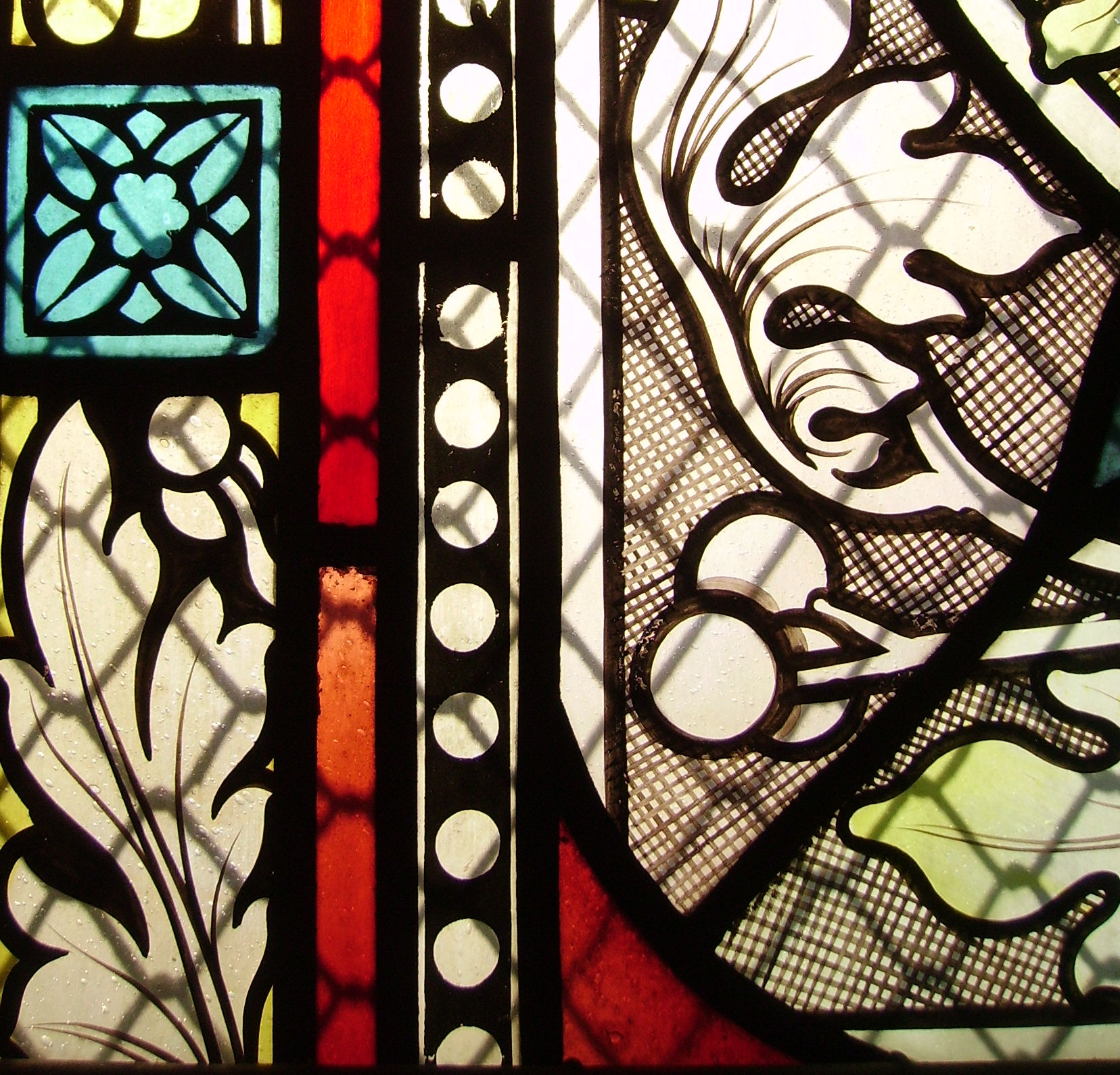
Glasmalerei in der Gedächtniskirche Speyer

In Deutschland gibt es gotische Kirchenfenster unter anderem im Kölner Dom, im Augsburger Dom, im Freiburger Münster, im Regensburger Dom, im Ulmer Münster, im Erfurter Dom, im St.-Paulus-Dom in Münster, in der Frauenkirche in München und in Sankt Lorenz in Nürnberg. Dort war Veit Hirschvogel der führende Glasmacher und arbeitete ab 1500 mit Albrecht Dürer zusammen, nach dessen Entwürfen er das Bamberger Fenster in Sankt Sebald schuf.
Die St. Andrew’s Cathedral in Wells, York Minster und die Kathedralen von Salisbury, Winchester und Oxford enthalten Beispiele mittelalterlicher Glaskunst in England. In der Schweiz findet man bedeutende Fenster aus dem 13. bis 15. Jahrhundert im ehemaligen Kloster Königsfelden, im Berner Münster und in der Kathedrale Notre Dame in Lausanne. Bemerkenswert dokumentieren die Buntglasfenster von Józef Mehoffer in der Kathedrale St. Nikolaus in Freiburg i. Üe. verschiedene Kunstströmungen des ausgehenden 19. und beginnenden 20. Jahrhunderts wie etwa den Jugendstil, die Historienmalerei und die Volkskunst. In Österreich sind der Stephansdom in Wien, die Stadtpfarrkirche Steyr und Stift Klosterneuburg für ihre sakralen Fenster bekannt.
Durch die nüchterne Ausstattung von Kirchen nach der Reformation erfolgte ein Einbruch in der Glasherstellung und -verarbeitung. Auch vor und während des Dreißigjährigen Krieges kam die Glasproduktion und damit auch die Glasmalerei zum Erliegen. Im Barock waren Kirchen und Wohnräume dem Geschmack der Zeit entsprechend hell und lichtdurchflutet und deshalb meist nicht mit Farbverglasungen ausgestattet.
Erst zu Beginn des 19. Jahrhunderts erlebte die Glasmalerei eine zweite Blütezeit bis zu Beginn des 20. Jahrhunderts. König Ludwig I. förderte in München die Gründung von Werkstätten, aber auch in Benediktbeuern, Goch, Kevelaer, Düsseldorf, Köln, Linnich, Zittau, Berlin, Innsbruck und Freiburg i. Ü. wurden Glasmalereifirmen gegründet. Um 1870 wurden im Baustil der Neugotik Kirchen errichtet, wofür viele Neuanfertigungen benötigt wurden. Nach dem Ersten Weltkrieg galt es, Kriegsschäden zu beseitigen und Glasfenster zu restaurieren oder zu erneuern.
Um die Jahrhundertwende wurden in Amerika Louis Comfort Tiffany durch seine Glasfenster und Lampen und in Lothringen Émile Gallé durch seine neuen Glasbearbeitungstechniken bekannt. In dieser Zeit des Jugendstils wurde häufig Kathedralglas und Ornamentglas verwendet, ebenso das von Tiffany erfundene Opalescentglas mit metallischem Schillern.
Die durch den Zweiten Weltkrieg entstandenen Beschädigungen führten zu einer großen Anzahl neuer Glasmalereien und Bleiverglasungen, die vor allem während der 1950er und 1960er Jahre entstanden. Für die Kathedrale in Newark (New Jersey) wurden 1953 zweihundert Fenster im Stil von Chartres von Franz X. W. Braunmiller und Karl Jung gestaltet. Viele andere Maler entwarfen Kirchenfenster im 20. Jahrhundert, unter anderen Georges Braque, Marc Chagall, Fernand Léger, Henri Matisse, Joan Miró, Georges Rouault, Georg Meistermann, Hans Gottfried von Stockhausen und Josef Oberberger. In den letzten beiden Jahrzehnten des 20. Jahrhunderts ließen sich vermehrt Rekonstruktionen älterer Glasmalereien beobachten, die anstelle moderner Verglasungen traten. Ein Beispiel dafür ist der Kölner Dom.

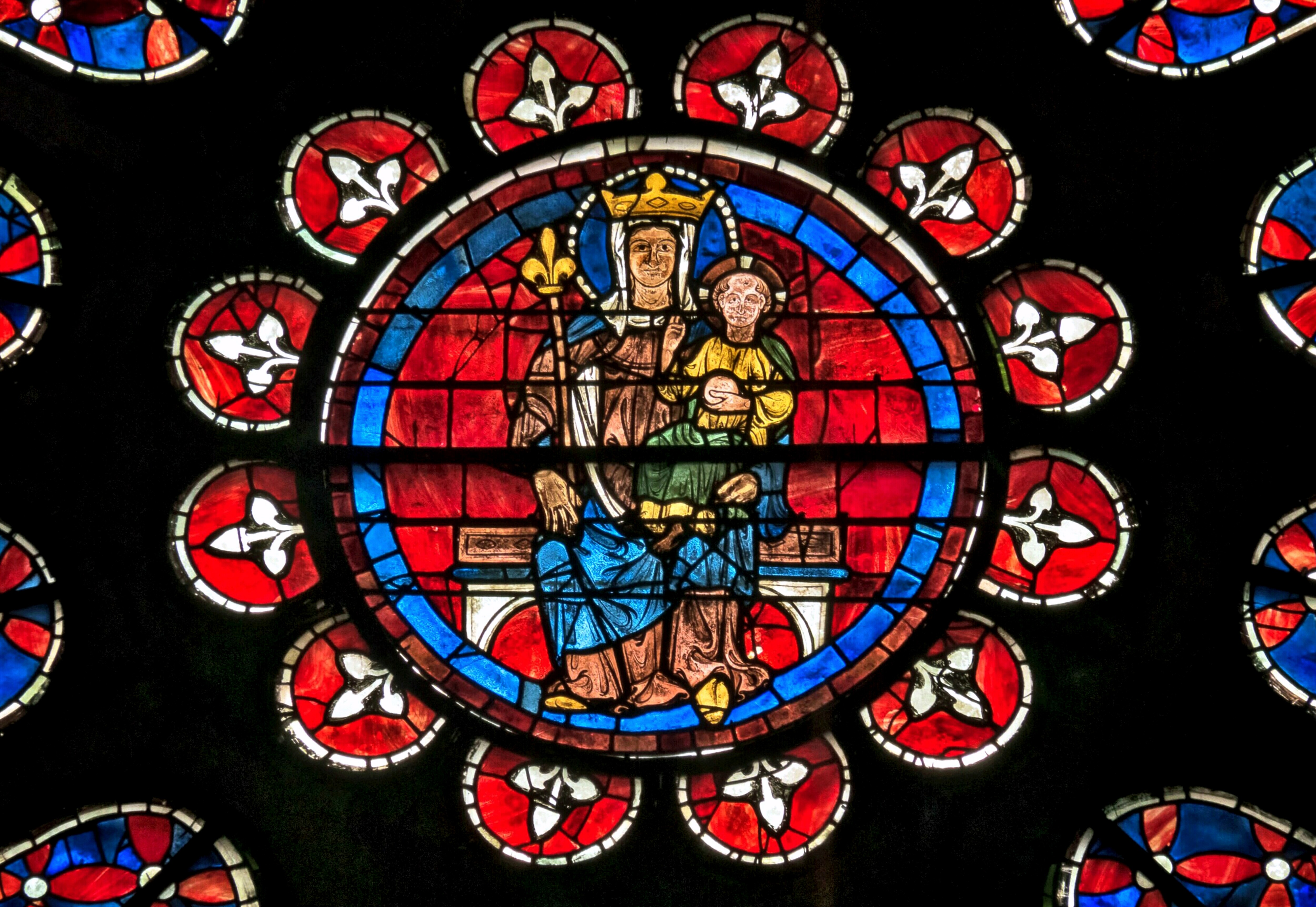
Glasmalerei in der Kathedrale Notre-Dame de Chartres
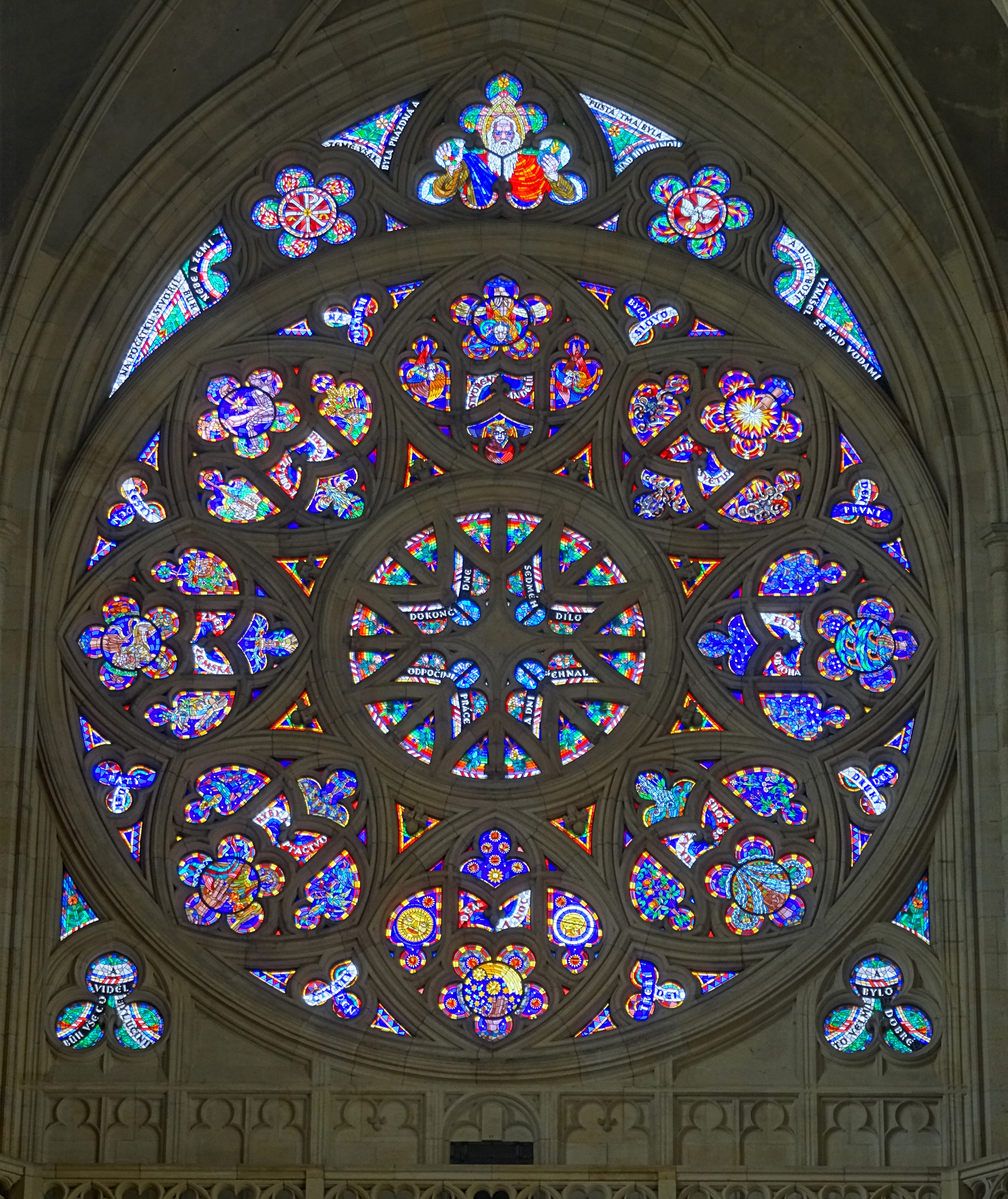
Buntglasrosette im Veitsdom
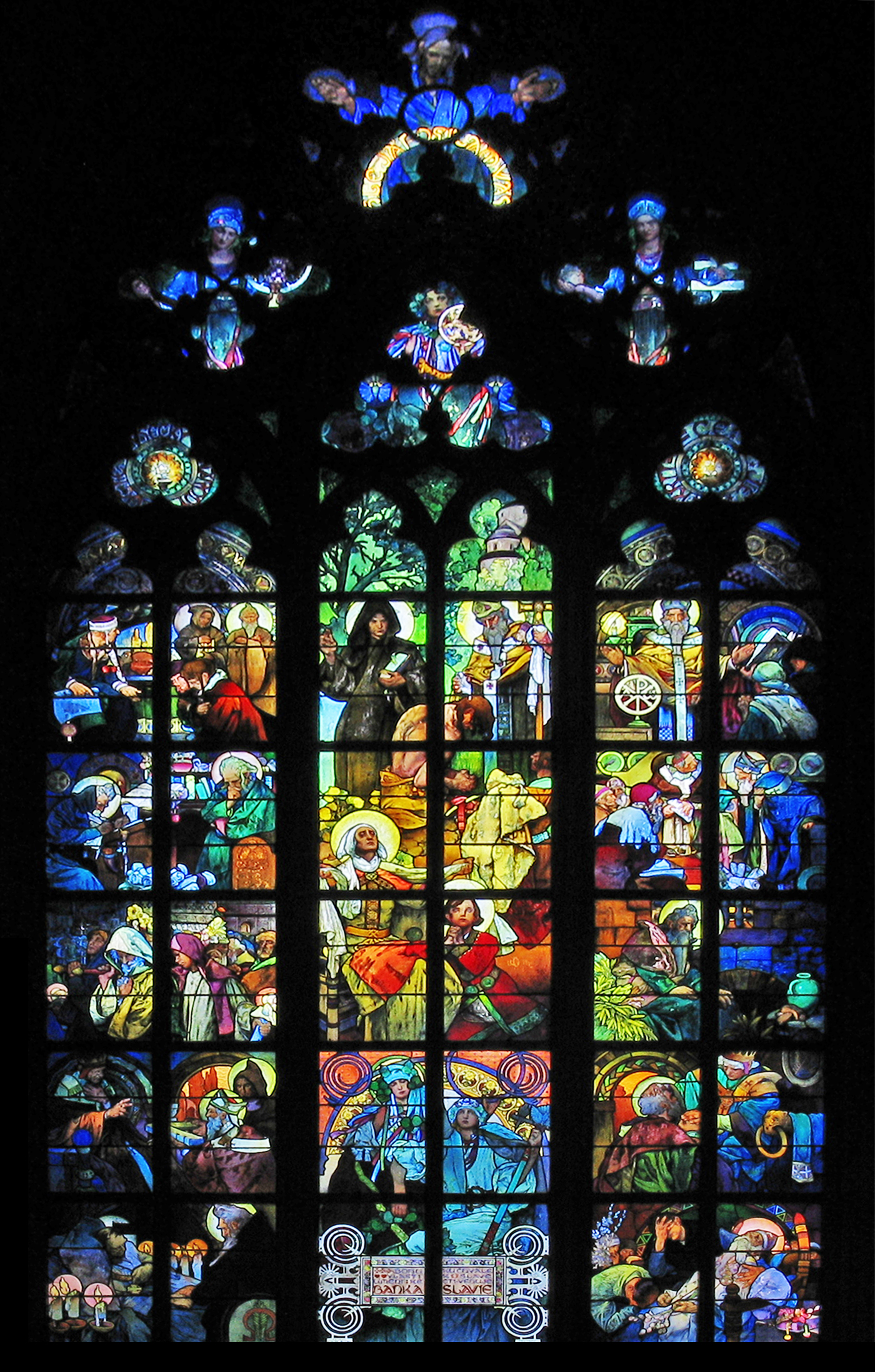
Glasmalerei von Mucha
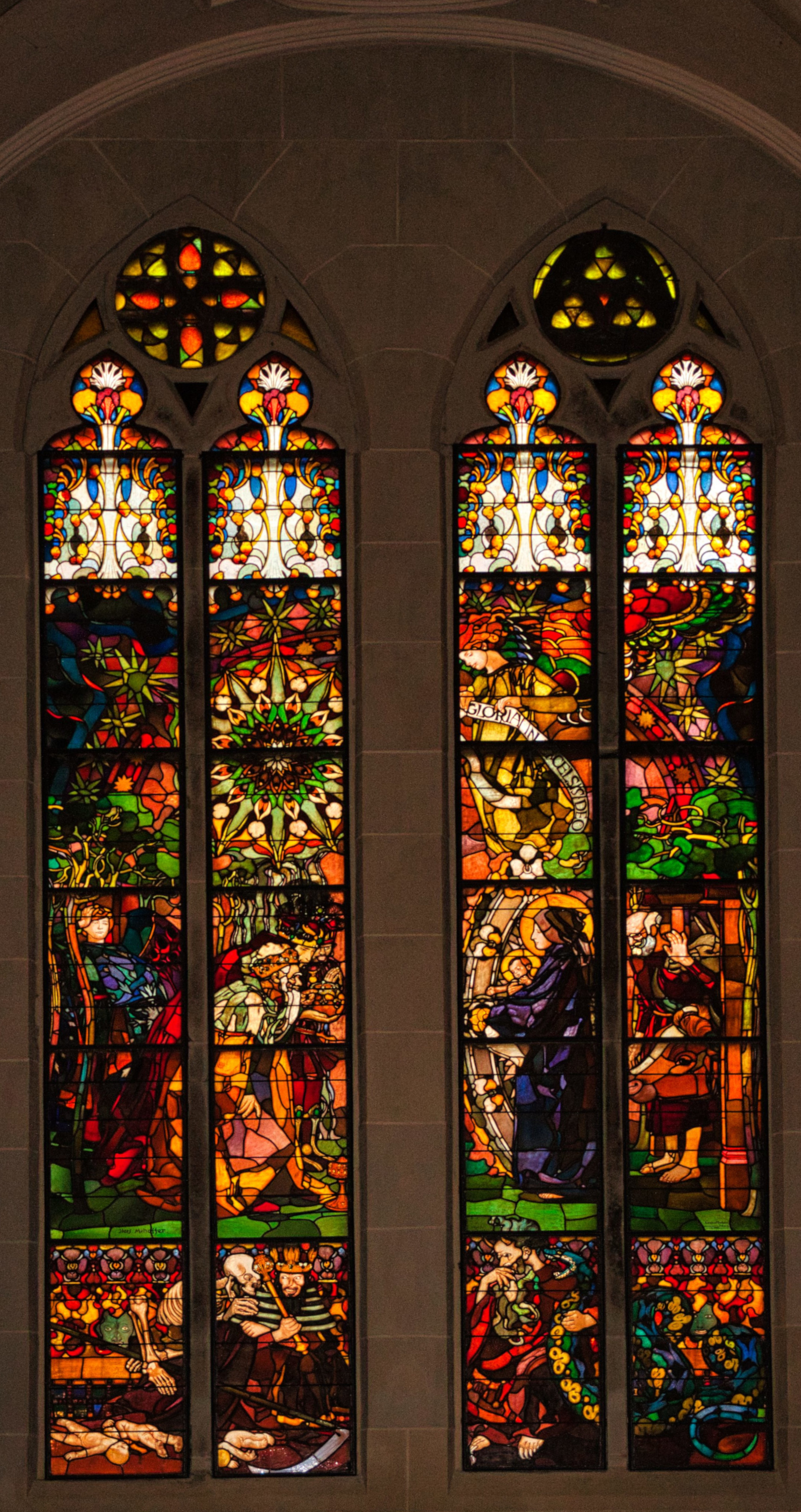
Dreikönigsfenster von Józef Mehoffer, 1902–1904, in der Freiburger Kathedrale St. Nikolaus
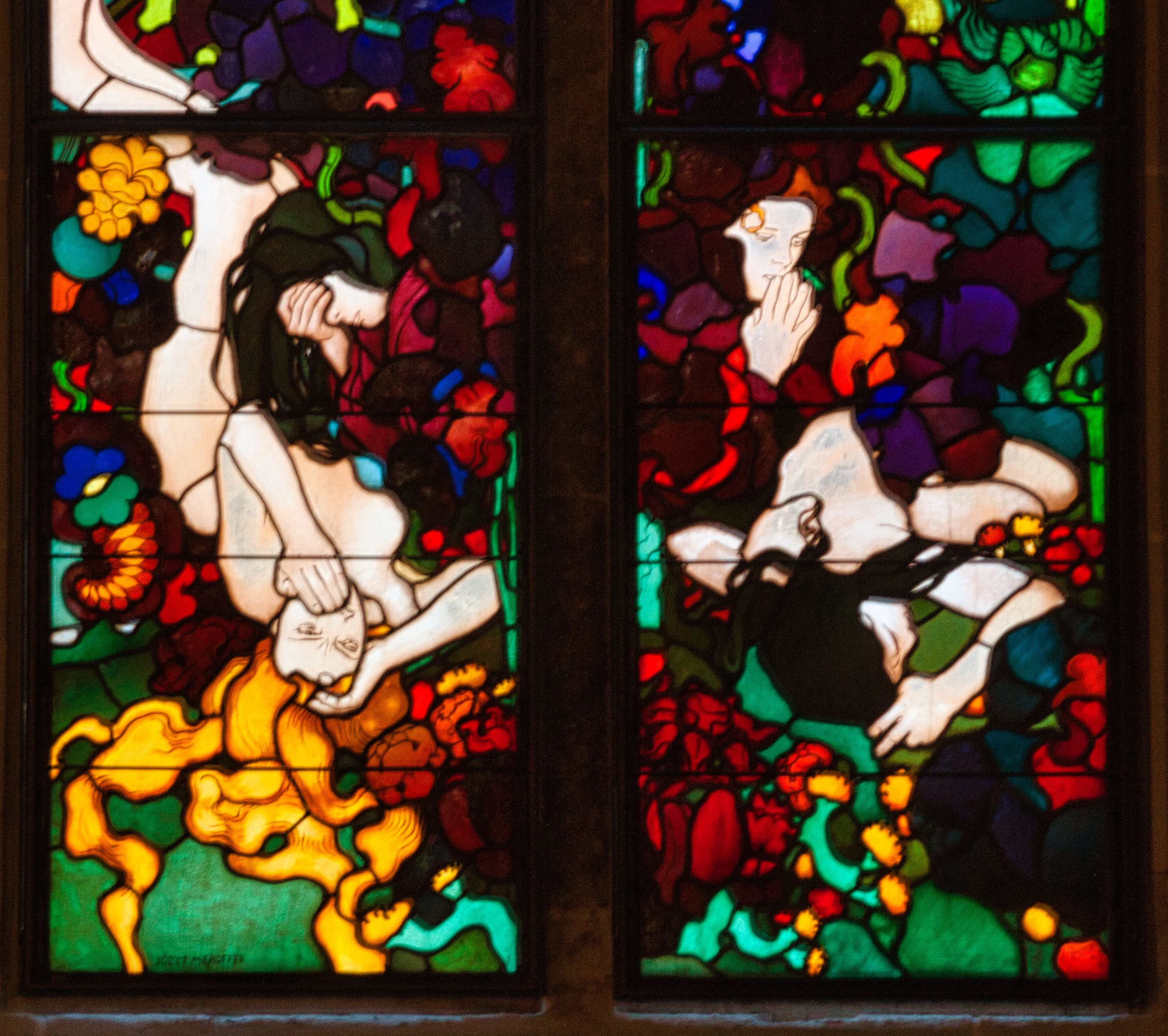
Ausschnitt aus Mehoffers Märtyrerfenster, 1898–1899, in der Freiburger Kathedrale St. Nikolaus

## Profane Fenster

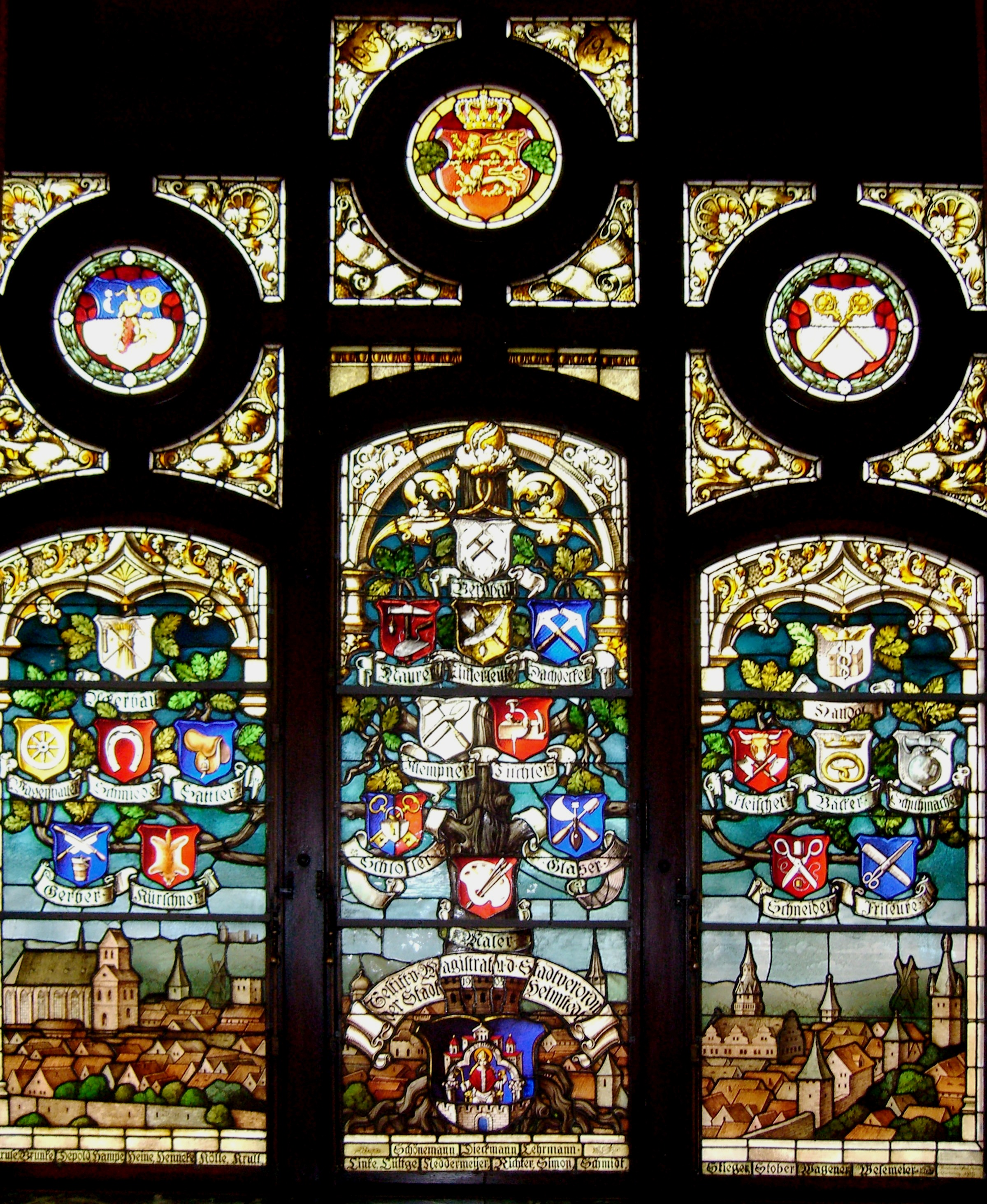
Glasfenster im Rathaus von Helmstedt

Seit dem Spätmittelalter gibt es viele Beispiele von Glasmalereien aus dem profanen Bereich. Schlösser und Adelssitze wurden damit ausgestattet. In neuerer Zeit kopierte Johann Jacob Kellner 1836 für Schloss Hohenschwangau einen Dürer-Holzschnitt mit dem Hl. Sebald auf Glas. Wilhelm I., König von Württemberg, ließ eine im maurischen Stil erbaute Villen- und Gartenanlage bei Bad Cannstatt im Jahr 1855 von Carl Johann Wetzel mit naturalistischen Glasbildern ausschmücken. Einige davon gehen auf Gemälde von Tizian zurück, wie die Venus von Urbino aus den Uffizien in Florenz.
Doch auch die zu Reichtum gekommenen Bürger bestellten für die Hallen, Treppenhäuser und Privatkapellen ihrer Häuser künstlerische Verglasungen, wie die Kaufmannsfamilie Tucher in Nürnberg. In dem prachtvoll ausgestatteten Tucherhaus befinden sich heute noch die ursprünglichen Fenster aus dem 16. Jahrhundert mit Figuren aus der griechischen und römischen Mythologie. Im 19. Jahrhundert waren Glasmalereien eine beliebte Dekoration in Bürgerhäusern, die nicht nur Schmuck waren, sondern auch unschöne Ausblicke verdeckten.
Zunftstuben und Gaststätten bestellten Wappen-, Brauerei- und Handwerkerscheiben sowie Stadtansichten für ihre Räume. Beispiele aus dem 20. Jahrhundert sind 25 von Max Lacher 1974 im Hackerkeller in München mit bayerischen Motiven und Sprüchen gestaltete Fenster und Verglasungen im Blue-Grass-Restaurant in Cleveland, Ohio, wo in jeder Scheibe eine beliebte Sportart, zum Beispiel Football, dargestellt wird.
Im Jahr 1900 malte Fritz Geiges für das Neue Rathaus zu Freiburg im Breisgau Fenster, auf denen unter anderem Berthold Schwarz, der vermeintliche Erfinder des Schießpulvers, zu sehen ist. Das Neue Rathaus in München birgt viele Glasgemälde mit Themen aus der Stadtgeschichte. Auch in Banken, Hallenbädern und Kaufhäusern ist Glaskunst zu finden. Für das UN-Gebäude in New York entwarf Marc Chagall ein großes Fenster mit Friedensmotiven. Ein elektrisches Mosaik mit Glasmalerei von Gyorgy Kepes verziert die Wand des Flugkartenbüros der KLM in New York. Es wird mit blinkenden Lichtern beleuchtet und erinnert thematisch an den Weltraum. Sogar Schulen wurden mit Glasfenstern ausgestattet. Im Treppenhaus von Rendcomb College in England sind die Fabeln von Äsop abgebildet (1867). Im 20. Jahrhundert malte Orin E. Skinner für das deutsche Klassenzimmer der Universität Pittsburgh 24 Szenen aus den Märchen der Gebrüder Grimm.
Das neu erwachte Interesse an der Glasmalerei im 19. Jahrhundert zeigt sich an vielseitigen und innovativen Exponaten auf Weltausstellungen. 1851 wurde in London im Kristallpalast von Sir Joseph Paxton Glaskunst von 24 Firmen und Einzelpersonen gezeigt. Auf der Weltausstellung 1873 in Wien gewann eine Münchner Glasmalereifirma den ersten Preis für ein ganz im klassischen Stil gehaltenes Medaillonfenster. Die Weltausstellung 1893 in Chicago glänzte mit einer Kapelle aus Millionen von Glasstücken. Für den Deutschen Pavillon der Weltausstellung in Montreal 1967 wurde eine bemalte Glaswand gestaltet.

## Kabinettscheiben

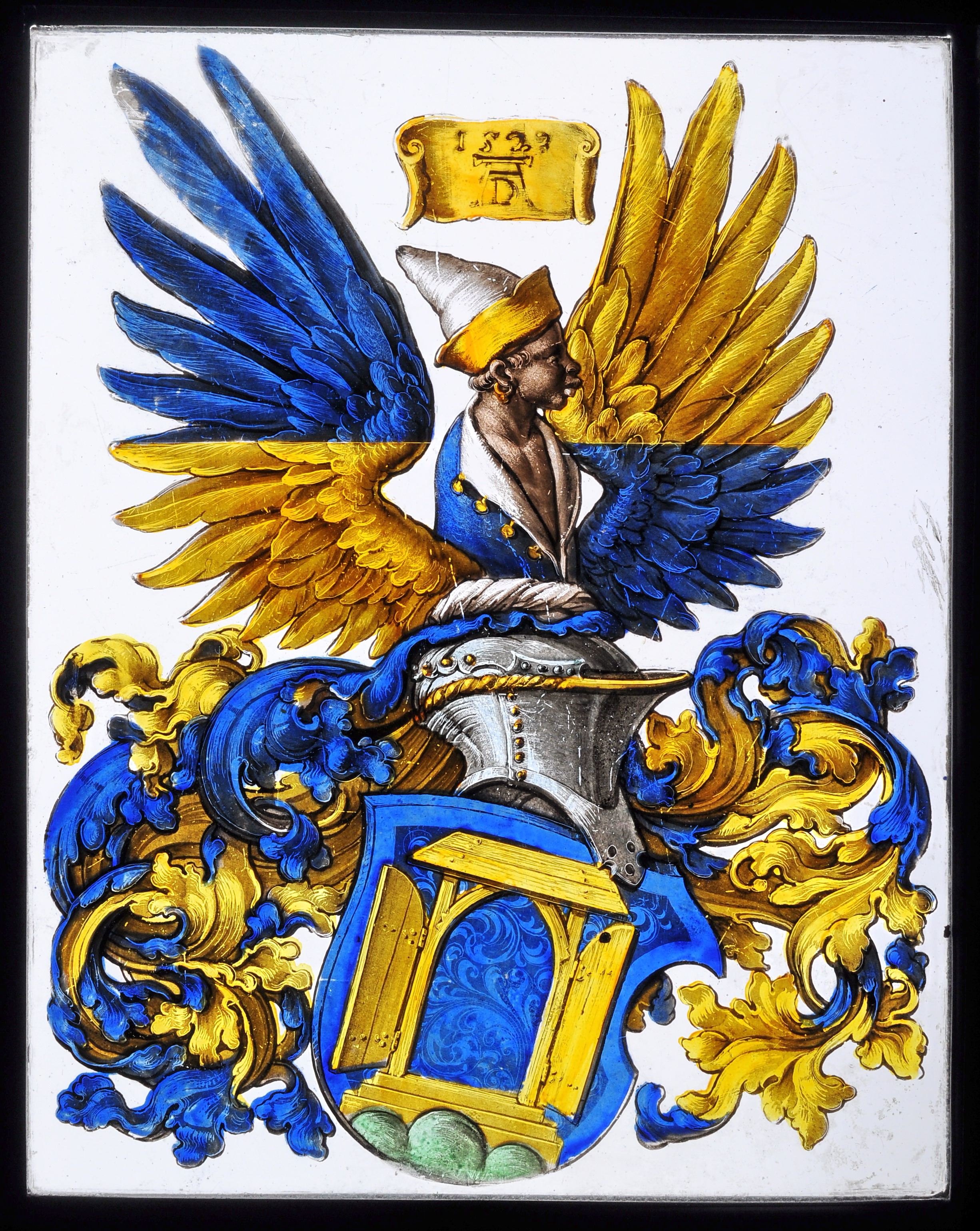
Dürerwappen, gemalt Ende des 19. Jahrhunderts

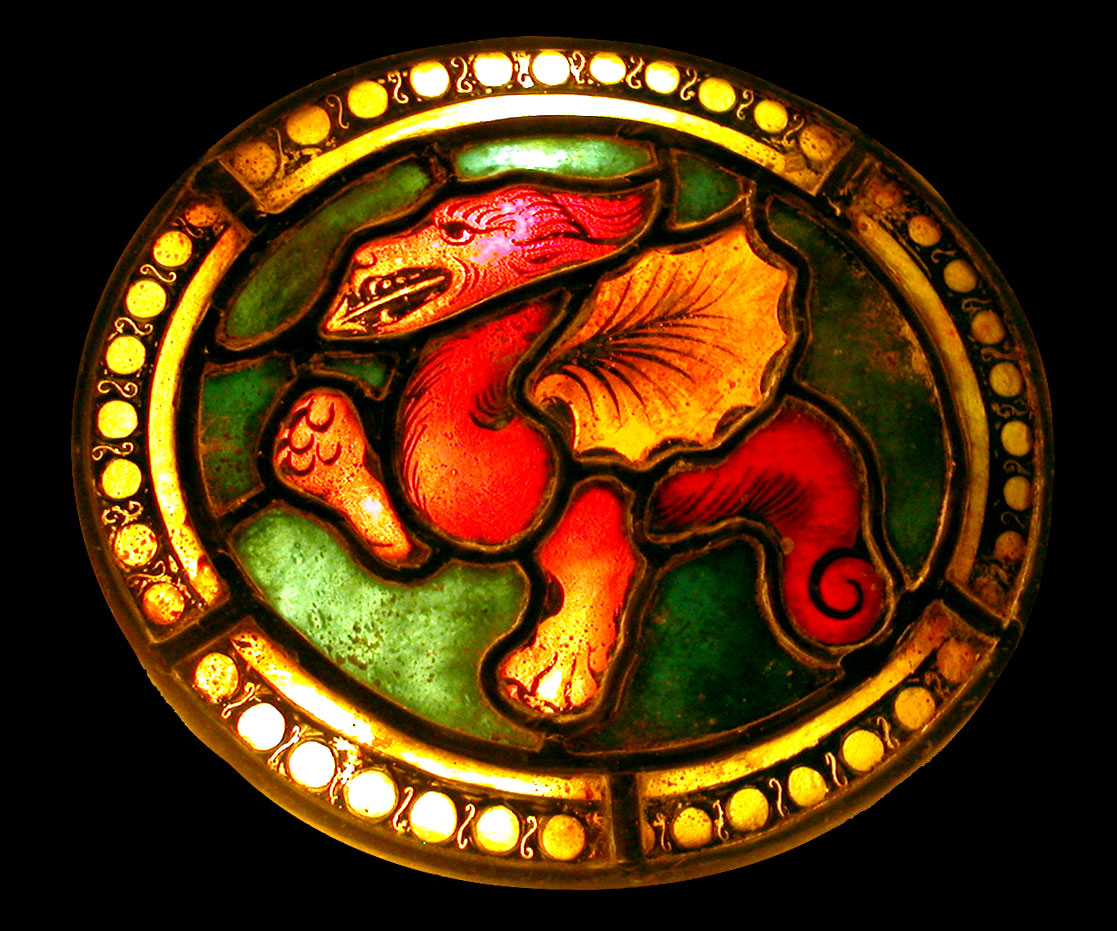
Drache, Glasmalerei; Österreich 15. Jahrhundert

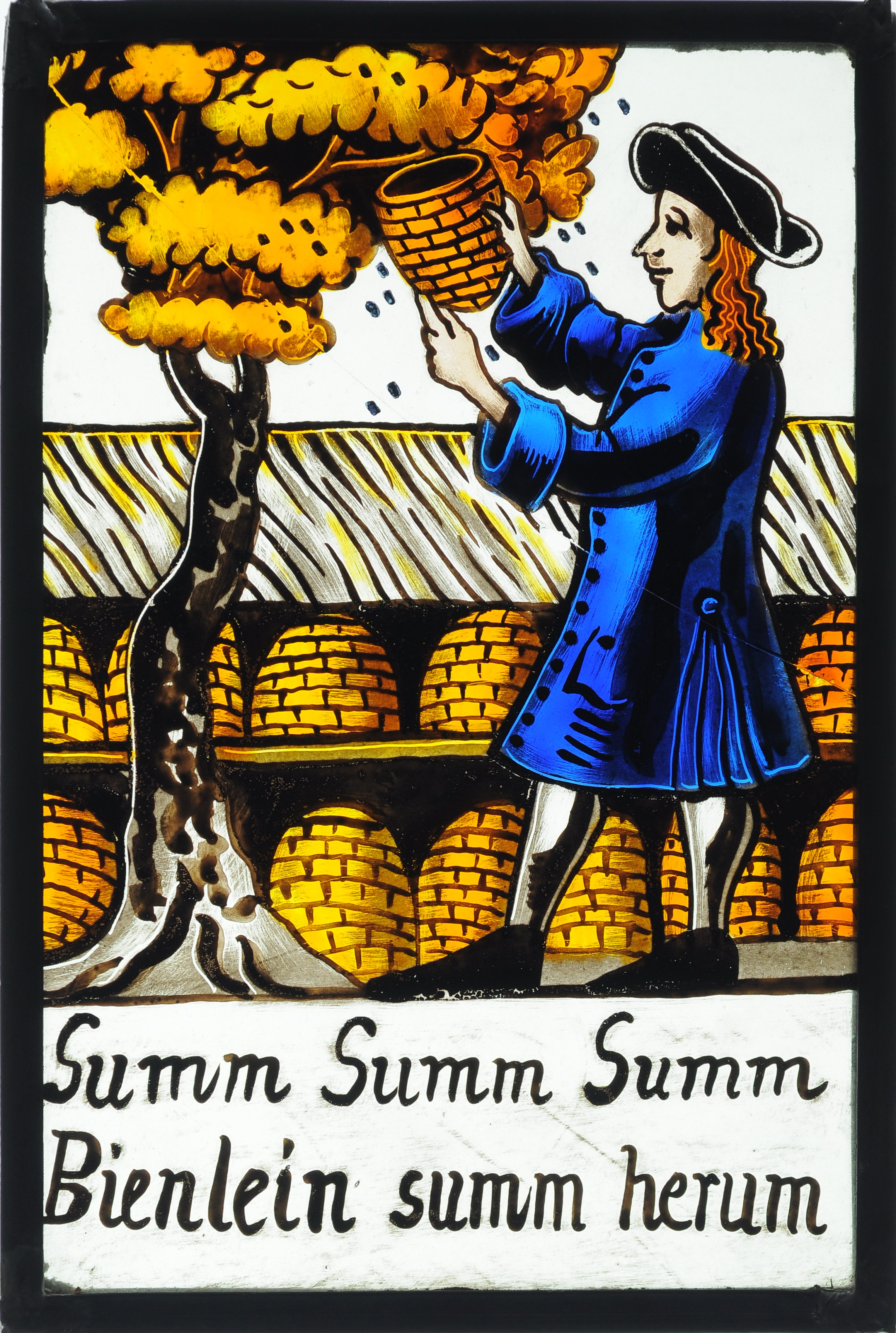
Kopie einer Bierscheibe von 1753

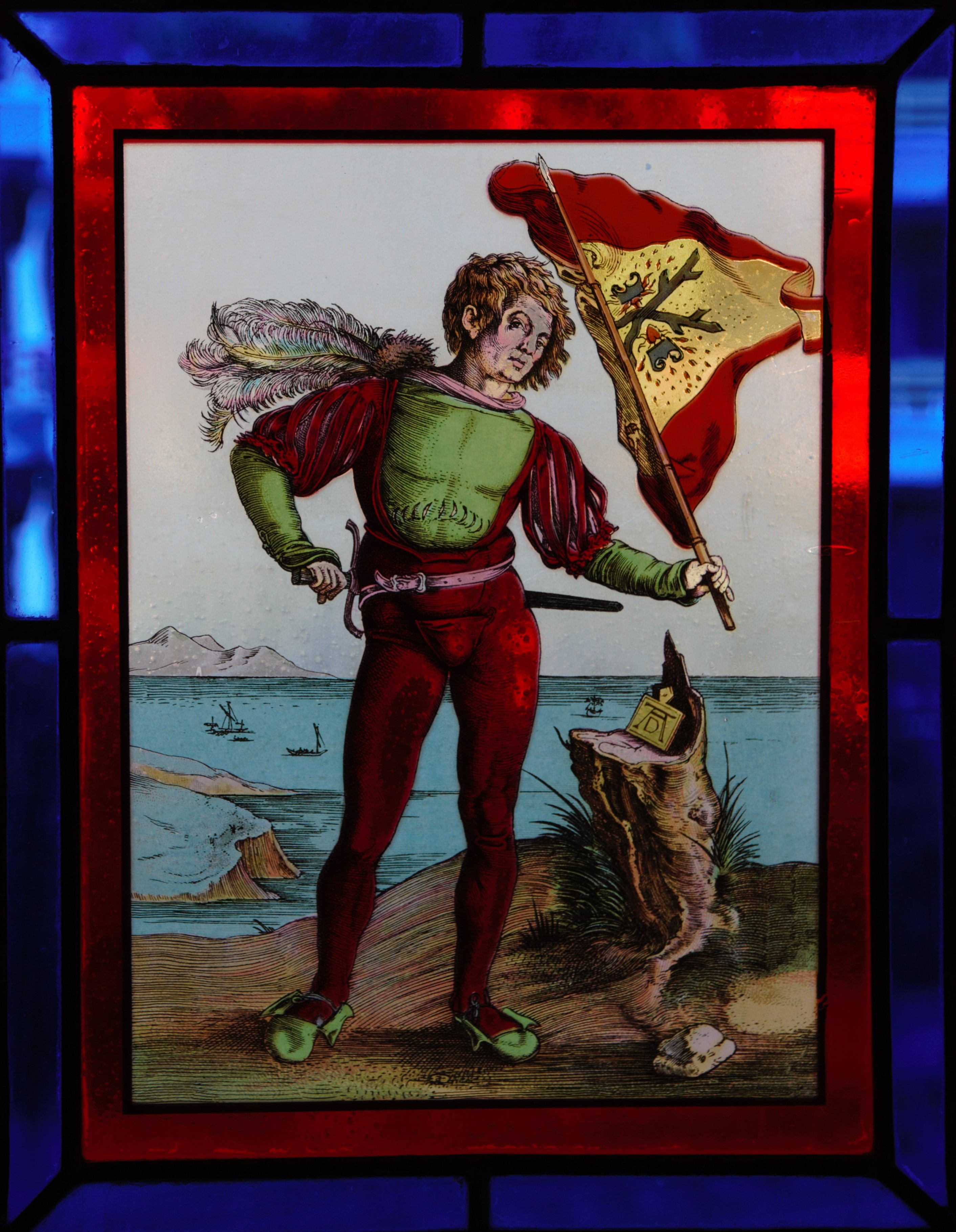
Kabinettscheibe nach einem Stich von A. Dürer, im Hôtel des Alpes, Territet (Montreux)

Bis ins 13.  Jahrhundert waren die Motive kleiner Glasmalereischeiben die christliche Heilsbotschaft, die Passion Christi, das Marienleben und Heiligenlegenden. Profane Themen brachte man bei Kirchen im Maßwerk, in Randleisten und in der Sockelzone unter. Meist handelte es sich um Stifter- und Handwerkerfiguren. Ab der Mitte des 15. Jahrhunderts entstanden reizvolle Vierpassscheiben, beispielsweise die beiden Scheiben aus dem Augsburger Kreis um Jörg Breu d. Ä. (seit 2000 im Germanischen Nationalmuseum Nürnberg, MM 898 und 899), vielleicht ein Geschenk für König Ferdinand I.
Bei Kabinettscheiben für profane Bauten war die Malweise darauf ausgelegt, sie aus nächster Nähe und in Augenhöhe sehen zu können. Meist waren sie nicht für einen bestimmten Raum entworfen und daher beweglich und auswechselbar. Sie waren fast immer Geschenke und wurden wegen des handlichen Formats gern gesammelt. Oft wurden sie in kleinen Serien gefertigt, etwa als Kopien von Holzschnitten und Stichen der Maler Albrecht Dürer und Hans Holbein der Jüngere.
Das im Mittelalter entstandene Übergewicht des Bürger- und Bauerntums gegenüber Adel und Geistlichkeit bestimmte die Themen. Der Kampf der Tugenden und Laster um die menschliche Seele oder die Sieben Freien Künste wurden häufig dargestellt. Auch Jahreszeiten, Monatsbilder, Tierkreiszeichen, Werke der Barmherzigkeit, griechische und römische Mythen, Kaiser und Könige waren beliebte Motive. Einen großen Raum nahm ab dem 16. Jahrhundert die Heraldik ein. Fabelwesen wie Drache, Greif oder Kentaur wurden ebenso abgebildet wie wilde Männer, Gaukler und Narren, Kaufleute oder der Tod. Szenen aus dem Volksleben zeigten Handwerker wie Maurer, Bäcker, Geldwechsler oder Hufschmiede, aber auch Jagdszenen, Kriegsleute, Belagerungen, Kutschausfahrten und Stadtansichten.
Besonders die Schweizer Scheiben hatten ein hohes künstlerisches Niveau. Hochzeiten, Taufen und Wappen von Adelsgeschlechtern (z. B.: Wappenscheiben der Dreifaltigkeitskirche (Haunsheim)), Städten, Zünften, Bürgern und Bauern sind darauf abgebildet. Kantone und Städte tauschten Wappenscheiben aus. Über die Grenzen der Schweiz hinaus bekannt geworden sind der Zürcher Glasmaler Christoph Murer, Hans Rütter und Lukas Zeiner.
Bierscheiben wurden vor allem in Norddeutschland auf frische und naive Art bemalt. Ihre Themen sind Berufe wie Metzger, Imker, Töpfer, Lehrer oder Koch. Man sieht Reiter, Wanderer und Dudelsack-Pfeifer, Frauen beim Sticken und Spinnen oder mit einem Willkommenstrunk in der Hand. Weitere Motive waren Segelschiffe, Vögel, Bäume und Landschaften.